# Omgång 2 i kvalspelet till världsmästerskapet i fotboll 2022 (Caf)
Omgång 2 i kvalspelet till världsmästerskapet i fotboll 2022 (Caf) var den andra av tre omgångar av Cafs (Afrika) kvalspel till VM 2022 i Qatar. Omgång 2 spelades mellan 1 september och 16 november 2021.

## Format
I omgång 2 spelar de 26 högst rankade lagen i CAF samt de 14 vinnande lagen från första omgången. Lagen blev lottade i 10 grupper med fyra lag per grupp och där varje lag möts i varsin hemma- och bortamatch. Vinnaren i varje grupp går vidare till tredje omgången.

## Seedning
Lottningen för den andra omgången hölls den 21 januari 2020 på Nile Ritz-Carlton i Kairo i Egypten.
Seedningen baserades på Fifas världsranking i december 2019 (anges i parentes nedan).
| Seedningsgrupp 1 | Seedningsgrupp 2 | Seedningsgrupp 3 | Seedningsgrupp 4 |
| --- | --- | --- | --- |
| 1. Senegal (20) 2. Tunisien (27) 3. Nigeria (31) 4. Algeriet (35) 5. Marocko (43) 6. Ghana (47) 7. Egypten (51) 8. Kamerun (53) 9. Mali (56) 10. Kongo-Kinshasa (56) | 1. Burkina Faso (59) 2. Elfenbenskusten (61) 3. Sydafrika (71) 4. Guinea (74) 5. Uganda (77) 6. Kap Verde (78) 7. Gabon (83) 8. Benin (84) 9. Zambia (88) 10. Kongo-Brazzaville (89) | 1. Madagaskar (91) 2. Mauretanien (100) 3. Libyen (101) 4. Moçambique (105)† 5. Kenya (106) 6. Centralafrikanska republiken (109) 7. Zimbabwe (111)† 8. Niger (112) 9. Namibia (117)† 10. Guinea-Bissau (118)† | 1. Malawi (123)† 2. Angola (124)† 3. Togo (126)† 4. Sudan (128)† 5. Rwanda (131)† 6. Tanzania (134)† 7. Ekvatorialguinea (145)† 8. Etiopien (146)† 9. Liberia (152)† 10. Djibouti (184)† |

† Gick vidare från första omgången

## Schema
Nedan anges matchdagarna i den andra omgången. Efter att Afrikanska mästerskapet 2021 flyttats från juni/juli till januari/februari så flyttades Matchdag 1 och 2. Afrikanska mästerskapet blev på nytt framflyttat på grund av coronaviruspandemin och den 19 augusti 2020 meddelade CAF att den andra omgången flyttades fram till 2021. Den 6 maj 2021 blev den andra omgången återigen framflyttad på grund av pandemin och alla matcher blev schemalagda att spelas mellan september och november 2021.
| Matchdag   | Datum               | Matcher      |
| ---------- | ------------------- | ------------ |
| Matchdag 1 | 1–3 september 2021  | 1 v 4, 3 v 2 |
| Matchdag 2 | 5–7 september 2021  | 2 v 1, 4 v 3 |
| Matchdag 3 | 6–9 oktober 2021    | 1 v 3, 4 v 2 |
| Matchdag 4 | 10–12 oktober 2021  | 3 v 1, 2 v 4 |
| Matchdag 5 | 11–13 november 2021 | 4 v 1, 2 v 3 |
| Matchdag 6 | 14–16 november 2021 | 1 v 2, 3 v 4 |

## Gruppspel

### Grupp A
| Nr | Lag          | S | V | O | F | GM | IM | MS  | P  |
| -- | ------------ | - | - | - | - | -- | -- | --- | -- |
| 1  | Algeriet     | 6 | 4 | 2 | 0 | 25 | 4  | +21 | 14 |
| 2  | Burkina Faso | 6 | 3 | 3 | 0 | 12 | 4  | +8  | 12 |
| 3  | Niger        | 6 | 2 | 1 | 3 | 13 | 17 | −4  | 7  |
| 4  | Djibouti     | 6 | 0 | 0 | 6 | 2  | 29 | −27 | 0  |

|             | 2 september 2021 | Niger | 0 – 2           | Burkina Faso                                 | Stade de Marrakech                                   |                                                      |
| 17:00 UTC+1 | 17:00 UTC+1      |       | (0 – 0) Rapport | 76′ (str.) Lassina Traoré 79′ Mohamed Konaté | Marrakech (Marocko) Domare: Samuel Uwikunda (Rwanda) | Marrakech (Marocko) Domare: Samuel Uwikunda (Rwanda) |
| 17:00 UTC+1 | 17:00 UTC+1      |       |                 |                                              | Marrakech (Marocko) Domare: Samuel Uwikunda (Rwanda) | Marrakech (Marocko) Domare: Samuel Uwikunda (Rwanda) |
| 17:00 UTC+1 | 17:00 UTC+1      |       |                 |                                              | Marrakech (Marocko) Domare: Samuel Uwikunda (Rwanda) | Marrakech (Marocko) Domare: Samuel Uwikunda (Rwanda) |

|             | 2 september 2021 | Algeriet | 8 – 0           | Djibouti | Mustapha Tchaker Stadium                  |                                           |
| 20:00 UTC+1 | 20:00 UTC+1      | Islam Slimani 5′, 25′ (str.), 46′, 53′ Ramy Bensebaini 27′ Baghdad Bounedjah 40′ (str.) Riyad Mahrez 67′ Ramiz Zerrouki 69′ | (4 – 0) Rapport |          | Blida Domare: Blaise Yuven Ngwa (Kamerun) | Blida Domare: Blaise Yuven Ngwa (Kamerun) |
| 20:00 UTC+1 | 20:00 UTC+1      | |                 |          | Blida Domare: Blaise Yuven Ngwa (Kamerun) | Blida Domare: Blaise Yuven Ngwa (Kamerun) |
| 20:00 UTC+1 | 20:00 UTC+1      | |                 |          | Blida Domare: Blaise Yuven Ngwa (Kamerun) | Blida Domare: Blaise Yuven Ngwa (Kamerun) |

|             | 6 september 2021 | Djibouti                              | 2 – 4           | Niger                                                                  | Prince Moulay Abdellah Stadium                     |                                                    |
| 14:00 UTC+1 | 14:00 UTC+1      | Anas Farah Ali 32′ Warsama Hassan 90′ | (1 – 0) Rapport | 49′, 56′ Victorien Adebayor 65′ (str.) Mohamed Wonkoye 68′ Amadou Sabo | Rabat (Marocko) Domare: Celso Alvação (Moçambique) | Rabat (Marocko) Domare: Celso Alvação (Moçambique) |
| 14:00 UTC+1 | 14:00 UTC+1      |                                       |                 |                                                                        | Rabat (Marocko) Domare: Celso Alvação (Moçambique) | Rabat (Marocko) Domare: Celso Alvação (Moçambique) |
| 14:00 UTC+1 | 14:00 UTC+1      |                                       |                 |                                                                        | Rabat (Marocko) Domare: Celso Alvação (Moçambique) | Rabat (Marocko) Domare: Celso Alvação (Moçambique) |

|             | 7 september 2021 | Burkina Faso       | 1 – 1           | Algeriet             | Stade de Marrakech                                  |                                                     |
| 20:00 UTC+1 | 20:00 UTC+1      | Abdoul Tapsoba 64′ | (0 – 1) Rapport | 18′ Sofiane Feghouli | Marrakech (Marocko) Domare: Joshua Bondo (Botswana) | Marrakech (Marocko) Domare: Joshua Bondo (Botswana) |
| 20:00 UTC+1 | 20:00 UTC+1      |                    |                 |                      | Marrakech (Marocko) Domare: Joshua Bondo (Botswana) | Marrakech (Marocko) Domare: Joshua Bondo (Botswana) |
| 20:00 UTC+1 | 20:00 UTC+1      |                    |                 |                      | Marrakech (Marocko) Domare: Joshua Bondo (Botswana) | Marrakech (Marocko) Domare: Joshua Bondo (Botswana) |

|             | 8 oktober 2021 | Algeriet | 6 – 1           | Niger            | Mustapha Tchaker Stadium                               |                                                        |
| 20:00 UTC+1 | 20:00 UTC+1    | Riyad Mahrez 27′, 60′ (str.) Youssouf Oumarou 47′ (sjm.) Zakariya Souleymane 70′ (sjm.) Islam Slimani 76′, 88′ | (1 – 0) Rapport | 50′ Daniel Sosah | Blida Publik: 0 Domare: Daniel Nii Ayi Laryea (Guinea) | Blida Publik: 0 Domare: Daniel Nii Ayi Laryea (Guinea) |
| 20:00 UTC+1 | 20:00 UTC+1    | |                 |                  | Blida Publik: 0 Domare: Daniel Nii Ayi Laryea (Guinea) | Blida Publik: 0 Domare: Daniel Nii Ayi Laryea (Guinea) |
| 20:00 UTC+1 | 20:00 UTC+1    | |                 |                  | Blida Publik: 0 Domare: Daniel Nii Ayi Laryea (Guinea) | Blida Publik: 0 Domare: Daniel Nii Ayi Laryea (Guinea) |

|             | 8 oktober 2021 | Djibouti | 0 – 4           | Burkina Faso                                                 | Stade de Marrakech                                         |                                                            |
| 20:00 UTC+1 | 20:00 UTC+1    |          | (0 – 1) Rapport | 45+2′, 48′ Abdoul Tapsoba 51′ Issa Kaboré 60′ Mohamed Konaté | Marrakech (Marocko) Publik: 0 Domare: Ali Sabilla (Uganda) | Marrakech (Marocko) Publik: 0 Domare: Ali Sabilla (Uganda) |
| 20:00 UTC+1 | 20:00 UTC+1    |          |                 |                                                              | Marrakech (Marocko) Publik: 0 Domare: Ali Sabilla (Uganda) | Marrakech (Marocko) Publik: 0 Domare: Ali Sabilla (Uganda) |
| 20:00 UTC+1 | 20:00 UTC+1    |          |                 |                                                              | Marrakech (Marocko) Publik: 0 Domare: Ali Sabilla (Uganda) | Marrakech (Marocko) Publik: 0 Domare: Ali Sabilla (Uganda) |

|             | 11 oktober 2021 | Burkina Faso                         | 2 – 0           | Djibouti | Stade de Marrakech                                            |                                                               |
| 17:00 UTC+1 | 17:00 UTC+1     | Issoufou Dayo 30′ Abdoul Tapsoba 63′ | (1 – 0) Rapport |          | Marrakech (Marocko) Publik: 0 Domare: Hassen Corneh (Liberia) | Marrakech (Marocko) Publik: 0 Domare: Hassen Corneh (Liberia) |
| 17:00 UTC+1 | 17:00 UTC+1     |                                      |                 |          | Marrakech (Marocko) Publik: 0 Domare: Hassen Corneh (Liberia) | Marrakech (Marocko) Publik: 0 Domare: Hassen Corneh (Liberia) |
| 17:00 UTC+1 | 17:00 UTC+1     |                                      |                 |          | Marrakech (Marocko) Publik: 0 Domare: Hassen Corneh (Liberia) | Marrakech (Marocko) Publik: 0 Domare: Hassen Corneh (Liberia) |

|             | 12 oktober 2021 | Niger | 0 – 4           | Algeriet                                                                   | Stade Général Seyni Kountché                   |                                                |
| 17:00 UTC+1 | 17:00 UTC+1     |       | (0 – 2) Rapport | 21′ Riyad Mahrez 33′ Aïssa Mandi 48′ Ismaël Bennacer 54′ Baghdad Bounedjah | Niamey Publik: 2 000 Domare: Issa Sy (Senegal) | Niamey Publik: 2 000 Domare: Issa Sy (Senegal) |
| 17:00 UTC+1 | 17:00 UTC+1     |       |                 |                                                                            | Niamey Publik: 2 000 Domare: Issa Sy (Senegal) | Niamey Publik: 2 000 Domare: Issa Sy (Senegal) |
| 17:00 UTC+1 | 17:00 UTC+1     |       |                 |                                                                            | Niamey Publik: 2 000 Domare: Issa Sy (Senegal) | Niamey Publik: 2 000 Domare: Issa Sy (Senegal) |

|             | 12 november 2021 | Burkina Faso             | 1 – 1           | Niger                       | Stade de Marrakech                                  |                                                     |
| 13:00 UTC+1 | 13:00 UTC+1      | Issoufou Dayo 55′ (str.) | (0 – 1) Rapport | 34′ (str.) Youssouf Oumarou | Marrakesh (Marocko) Domare: Samir Guezzaz (Marocko) | Marrakesh (Marocko) Domare: Samir Guezzaz (Marocko) |
| 13:00 UTC+1 | 13:00 UTC+1      |                          |                 |                             | Marrakesh (Marocko) Domare: Samir Guezzaz (Marocko) | Marrakesh (Marocko) Domare: Samir Guezzaz (Marocko) |
| 13:00 UTC+1 | 13:00 UTC+1      |                          |                 |                             | Marrakesh (Marocko) Domare: Samir Guezzaz (Marocko) | Marrakesh (Marocko) Domare: Samir Guezzaz (Marocko) |

|             | 12 november 2021 | Djibouti | 0 – 4           | Algeriet                                                                    | Cairo International Stadium                                |                                                            |
| 16:00 UTC+2 | 16:00 UTC+2      |          | (0 – 3) Rapport | 29′ Youcef Belaïli 40′ Saïd Benrahma 42′ Sofiane Feghouli 87′ Islam Slimani | Kairo (Egypten) Domare: Djindo Louis Houngnandande (Benin) | Kairo (Egypten) Domare: Djindo Louis Houngnandande (Benin) |
| 16:00 UTC+2 | 16:00 UTC+2      |          |                 |                                                                             | Kairo (Egypten) Domare: Djindo Louis Houngnandande (Benin) | Kairo (Egypten) Domare: Djindo Louis Houngnandande (Benin) |
| 16:00 UTC+2 | 16:00 UTC+2      |          |                 |                                                                             | Kairo (Egypten) Domare: Djindo Louis Houngnandande (Benin) | Kairo (Egypten) Domare: Djindo Louis Houngnandande (Benin) |

|             | 15 november 2021 | Niger                                                                                         | 7 – 2           | Djibouti                                    | Stade Général Seyni Kountché                          |                                                       |
| 17:00 UTC+1 | 17:00 UTC+1      | Victorien Adebayor 14′, 36′, 75′ Mohamed Wonkoye 62′ Daniel Sosah 64′ Issa Djibrilla 85′, 87′ | (2 – 1) Rapport | 33′ Youssouf Abdi Ahmed 84′ Yabe Siad Isman | Niamey Domare: Mohamed Youssouf Athoumani (Komorerna) | Niamey Domare: Mohamed Youssouf Athoumani (Komorerna) |
| 17:00 UTC+1 | 17:00 UTC+1      |                                                                                               |                 |                                             | Niamey Domare: Mohamed Youssouf Athoumani (Komorerna) | Niamey Domare: Mohamed Youssouf Athoumani (Komorerna) |
| 17:00 UTC+1 | 17:00 UTC+1      |                                                                                               |                 |                                             | Niamey Domare: Mohamed Youssouf Athoumani (Komorerna) | Niamey Domare: Mohamed Youssouf Athoumani (Komorerna) |

|             | 16 november 2021 | Algeriet                              | 2 – 2           | Burkina Faso                                | Mustapha Tchaker Stadium                              |                                                       |
| 20:00 UTC+1 | 20:00 UTC+1      | Riyad Mahrez 21′ Sofiane Feghouli 68′ | (1 – 1) Rapport | 37′ Zakaria Sanogo 84′ (str.) Issoufou Dayo | Blida Publik: 17 000 Domare: Victor Gomes (Sydafrika) | Blida Publik: 17 000 Domare: Victor Gomes (Sydafrika) |
| 20:00 UTC+1 | 20:00 UTC+1      |                                       |                 |                                             | Blida Publik: 17 000 Domare: Victor Gomes (Sydafrika) | Blida Publik: 17 000 Domare: Victor Gomes (Sydafrika) |
| 20:00 UTC+1 | 20:00 UTC+1      |                                       |                 |                                             | Blida Publik: 17 000 Domare: Victor Gomes (Sydafrika) | Blida Publik: 17 000 Domare: Victor Gomes (Sydafrika) |

### Grupp B
| Nr | Lag              | S | V | O | F | GM | IM | MS | P  |
| -- | ---------------- | - | - | - | - | -- | -- | -- | -- |
| 1  | Tunisien         | 6 | 4 | 1 | 1 | 11 | 2  | +9 | 13 |
| 2  | Ekvatorialguinea | 6 | 3 | 2 | 1 | 6  | 5  | +1 | 11 |
| 3  | Zambia           | 6 | 2 | 1 | 3 | 8  | 9  | −1 | 7  |
| 4  | Mauretanien      | 6 | 0 | 2 | 4 | 2  | 11 | −9 | 2  |

|             | 3 september 2021 | Mauretanien       | 1 – 2           | Zambia                           | Stade Olympique                                  |                                                  |
| 16:00 UTC±0 | 16:00 UTC±0      | Mamadou Niass 69′ | (0 – 1) Rapport | 10′ Enock Mwepu 57′ Prince Mumba | Nouakchott Domare: Ibrahim Nour El Din (Egypten) | Nouakchott Domare: Ibrahim Nour El Din (Egypten) |
| 16:00 UTC±0 | 16:00 UTC±0      |                   |                 |                                  | Nouakchott Domare: Ibrahim Nour El Din (Egypten) | Nouakchott Domare: Ibrahim Nour El Din (Egypten) |
| 16:00 UTC±0 | 16:00 UTC±0      |                   |                 |                                  | Nouakchott Domare: Ibrahim Nour El Din (Egypten) | Nouakchott Domare: Ibrahim Nour El Din (Egypten) |

|             | 3 september 2021 | Tunisien                                                  | 3 – 0           | Ekvatorialguinea | Stade Hammadi Agrebi                        |                                             |
| 20:00 UTC+1 | 20:00 UTC+1      | Dylan Bronn 54′ Ellyes Skhiri 78′ Wahbi Khazri 82′ (str.) | (0 – 0) Rapport |                  | Radès Domare: Daniel Laryea Nii Ayi (Ghana) | Radès Domare: Daniel Laryea Nii Ayi (Ghana) |
| 20:00 UTC+1 | 20:00 UTC+1      |                                                           |                 |                  | Radès Domare: Daniel Laryea Nii Ayi (Ghana) | Radès Domare: Daniel Laryea Nii Ayi (Ghana) |
| 20:00 UTC+1 | 20:00 UTC+1      |                                                           |                 |                  | Radès Domare: Daniel Laryea Nii Ayi (Ghana) | Radès Domare: Daniel Laryea Nii Ayi (Ghana) |

|             | 7 september 2021 | Zambia | 0 – 2           | Tunisien                                      | Levy Mwanawasa Stadium                                 |                                                        |
| 15:00 UTC+2 | 15:00 UTC+2      |        | (0 – 1) Rapport | 8′ (str.) Wahbi Khazri 90+2′ Anis Ben Slimane | Ndola Publik: 5 000 Domare: Eric Otogo-Castane (Gabon) | Ndola Publik: 5 000 Domare: Eric Otogo-Castane (Gabon) |
| 15:00 UTC+2 | 15:00 UTC+2      |        |                 |                                               | Ndola Publik: 5 000 Domare: Eric Otogo-Castane (Gabon) | Ndola Publik: 5 000 Domare: Eric Otogo-Castane (Gabon) |
| 15:00 UTC+2 | 15:00 UTC+2      |        |                 |                                               | Ndola Publik: 5 000 Domare: Eric Otogo-Castane (Gabon) | Ndola Publik: 5 000 Domare: Eric Otogo-Castane (Gabon) |

|             | 7 september 2021 | Ekvatorialguinea         | 1 – 0           | Mauretanien | Estadio de Malabo                                  |                                                    |
| 17:00 UTC+1 | 17:00 UTC+1      | Iban Salvador 59′ (str.) | (0 – 0) Rapport |             | Malabo Domare: Helder Martins de Carvalho (Angola) | Malabo Domare: Helder Martins de Carvalho (Angola) |
| 17:00 UTC+1 | 17:00 UTC+1      |                          |                 |             | Malabo Domare: Helder Martins de Carvalho (Angola) | Malabo Domare: Helder Martins de Carvalho (Angola) |
| 17:00 UTC+1 | 17:00 UTC+1      |                          |                 |             | Malabo Domare: Helder Martins de Carvalho (Angola) | Malabo Domare: Helder Martins de Carvalho (Angola) |

|             | 7 oktober 2021 | Ekvatorialguinea              | 2 – 0           | Zambia | Estadio de Malabo                              |                                                |
| 17:00 UTC+1 | 17:00 UTC+1    | Saúl Coco 35′ Emilio Nsue 88′ | (1 – 0) Rapport |        | Malabo Domare: Noureddine El Jaafari (Marocko) | Malabo Domare: Noureddine El Jaafari (Marocko) |
| 17:00 UTC+1 | 17:00 UTC+1    |                               |                 |        | Malabo Domare: Noureddine El Jaafari (Marocko) | Malabo Domare: Noureddine El Jaafari (Marocko) |
| 17:00 UTC+1 | 17:00 UTC+1    |                               |                 |        | Malabo Domare: Noureddine El Jaafari (Marocko) | Malabo Domare: Noureddine El Jaafari (Marocko) |

|             | 7 oktober 2021 | Tunisien                                                 | 3 – 0           | Mauretanien | Stade Hammadi Agrebi                                     |                                                          |
| 20:00 UTC+1 | 20:00 UTC+1    | Ellyes Skhiri 15′ Wahbi Khazri 42′ Seifeddine Jaziri 86′ | (2 – 0) Rapport |             | Tunis Publik: 0 Domare: Bamlak Tessema Weyesa (Etiopien) | Tunis Publik: 0 Domare: Bamlak Tessema Weyesa (Etiopien) |
| 20:00 UTC+1 | 20:00 UTC+1    |                                                          |                 |             | Tunis Publik: 0 Domare: Bamlak Tessema Weyesa (Etiopien) | Tunis Publik: 0 Domare: Bamlak Tessema Weyesa (Etiopien) |
| 20:00 UTC+1 | 20:00 UTC+1    |                                                          |                 |             | Tunis Publik: 0 Domare: Bamlak Tessema Weyesa (Etiopien) | Tunis Publik: 0 Domare: Bamlak Tessema Weyesa (Etiopien) |

|             | 10 oktober 2021 | Zambia             | 1 – 1           | Ekvatorialguinea    | National Heroes Stadium                               |                                                       |
| 18:00 UTC+2 | 18:00 UTC+2     | Fashion Sakala 65′ | (0 – 0) Rapport | 82′ Federico Bikoro | Lusaka Publik: 45 000 Domare: Bakary Gassama (Gambia) | Lusaka Publik: 45 000 Domare: Bakary Gassama (Gambia) |
| 18:00 UTC+2 | 18:00 UTC+2     |                    |                 |                     | Lusaka Publik: 45 000 Domare: Bakary Gassama (Gambia) | Lusaka Publik: 45 000 Domare: Bakary Gassama (Gambia) |
| 18:00 UTC+2 | 18:00 UTC+2     |                    |                 |                     | Lusaka Publik: 45 000 Domare: Bakary Gassama (Gambia) | Lusaka Publik: 45 000 Domare: Bakary Gassama (Gambia) |

|             | 10 oktober 2021 | Mauretanien | 0 – 0   | Tunisien | Stade Olympique de Nouakchott                               |                                                             |
| 19:00 UTC±0 | 19:00 UTC±0     |             | Rapport |          | Nouakchott Publik: 500 Domare: Mehdi Abid Charef (Algeriet) | Nouakchott Publik: 500 Domare: Mehdi Abid Charef (Algeriet) |
| 19:00 UTC±0 | 19:00 UTC±0     |             |         |          | Nouakchott Publik: 500 Domare: Mehdi Abid Charef (Algeriet) | Nouakchott Publik: 500 Domare: Mehdi Abid Charef (Algeriet) |
| 19:00 UTC±0 | 19:00 UTC±0     |             |         |          | Nouakchott Publik: 500 Domare: Mehdi Abid Charef (Algeriet) | Nouakchott Publik: 500 Domare: Mehdi Abid Charef (Algeriet) |

|             | 13 november 2021 | Zambia                                                | 4 – 0           | Mauretanien | National Heroes Stadium                                         |                                                                 |
| 15:00 UTC+2 | 15:00 UTC+2      | Patson Daka 34′ Fashion Sakala 37′, 45+1′ (str.), 63′ | (3 – 0) Rapport |             | Lusaka Publik: 5 000 Domare: Mahmood Ali Mahmood Ismail (Sudan) | Lusaka Publik: 5 000 Domare: Mahmood Ali Mahmood Ismail (Sudan) |
| 15:00 UTC+2 | 15:00 UTC+2      |                                                       |                 |             | Lusaka Publik: 5 000 Domare: Mahmood Ali Mahmood Ismail (Sudan) | Lusaka Publik: 5 000 Domare: Mahmood Ali Mahmood Ismail (Sudan) |
| 15:00 UTC+2 | 15:00 UTC+2      |                                                       |                 |             | Lusaka Publik: 5 000 Domare: Mahmood Ali Mahmood Ismail (Sudan) | Lusaka Publik: 5 000 Domare: Mahmood Ali Mahmood Ismail (Sudan) |

|             | 13 november 2021 | Ekvatorialguinea | 1 – 0           | Tunisien | Estadio de Malabo                               |                                                 |
| 17:00 UTC+1 | 17:00 UTC+1      | Pablo Ganet 84′  | (0 – 0) Rapport |          | Malabo Publik: 500 Domare: Boubou Traoré (Mali) | Malabo Publik: 500 Domare: Boubou Traoré (Mali) |
| 17:00 UTC+1 | 17:00 UTC+1      |                  |                 |          | Malabo Publik: 500 Domare: Boubou Traoré (Mali) | Malabo Publik: 500 Domare: Boubou Traoré (Mali) |
| 17:00 UTC+1 | 17:00 UTC+1      |                  |                 |          | Malabo Publik: 500 Domare: Boubou Traoré (Mali) | Malabo Publik: 500 Domare: Boubou Traoré (Mali) |

|             | 16 november 2021 | Tunisien                                              | 3 – 0           | Zambia | Stade Hammadi Agrebi                              |                                                   |
| 20:00 UTC+1 | 20:00 UTC+1      | Aïssa Laïdouni 18′ Mohamed Dräger 31′ Ali Maâloul 43′ | (3 – 0) Rapport |        | Tunis Domare: Pacifique Ndabihawenimana (Burundi) | Tunis Domare: Pacifique Ndabihawenimana (Burundi) |
| 20:00 UTC+1 | 20:00 UTC+1      |                                                       |                 |        | Tunis Domare: Pacifique Ndabihawenimana (Burundi) | Tunis Domare: Pacifique Ndabihawenimana (Burundi) |
| 20:00 UTC+1 | 20:00 UTC+1      |                                                       |                 |        | Tunis Domare: Pacifique Ndabihawenimana (Burundi) | Tunis Domare: Pacifique Ndabihawenimana (Burundi) |

|             | 16 november 2021 | Mauretanien          | 1 – 1           | Ekvatorialguinea | Stade Olympique                                        |                                                        |
| 19:00 UTC±0 | 19:00 UTC±0      | Aboubakar Kamara 22′ | (1 – 0) Rapport | 59′ Saúl Coco    | Nouakchott Domare: Ahmad Imtehaz Heeralall (Mauritius) | Nouakchott Domare: Ahmad Imtehaz Heeralall (Mauritius) |
| 19:00 UTC±0 | 19:00 UTC±0      |                      |                 |                  | Nouakchott Domare: Ahmad Imtehaz Heeralall (Mauritius) | Nouakchott Domare: Ahmad Imtehaz Heeralall (Mauritius) |
| 19:00 UTC±0 | 19:00 UTC±0      |                      |                 |                  | Nouakchott Domare: Ahmad Imtehaz Heeralall (Mauritius) | Nouakchott Domare: Ahmad Imtehaz Heeralall (Mauritius) |

### Grupp C
| Nr | Lag                          | S | V | O | F | GM | IM | MS | P  |
| -- | ---------------------------- | - | - | - | - | -- | -- | -- | -- |
| 1  | Nigeria                      | 6 | 4 | 1 | 1 | 9  | 3  | +6 | 13 |
| 2  | Kap Verde                    | 6 | 3 | 2 | 1 | 8  | 6  | +2 | 11 |
| 3  | Liberia                      | 6 | 2 | 0 | 4 | 5  | 8  | −3 | 6  |
| 4  | Centralafrikanska republiken | 6 | 1 | 1 | 4 | 4  | 9  | −5 | 4  |

|             | 1 september 2021 | Centralafrikanska republiken | 1 – 1   | Kap Verde         | Japoma Stadium                                |                                               |
| 14:00 UTC+1 | 14:00 UTC+1      | Tresór Toropité 53′          | Rapport | 36′ Júlio Tavares | Douala (Kamerun) Domare: Peter Waweru (Kenya) | Douala (Kamerun) Domare: Peter Waweru (Kenya) |
| 14:00 UTC+1 | 14:00 UTC+1      |                              |         |                   | Douala (Kamerun) Domare: Peter Waweru (Kenya) | Douala (Kamerun) Domare: Peter Waweru (Kenya) |
| 14:00 UTC+1 | 14:00 UTC+1      |                              |         |                   | Douala (Kamerun) Domare: Peter Waweru (Kenya) | Douala (Kamerun) Domare: Peter Waweru (Kenya) |

|             | 3 september 2021 | Nigeria                    | 2 – 0           | Liberia | Teslim Balogun Stadium                        |                                               |
| 17:00 UTC+1 | 17:00 UTC+1      | Kelechi Iheanacho 22′, 44′ | (2 – 0) Rapport |         | Lagos Domare: Kouassi Attisso Attiogbe (Togo) | Lagos Domare: Kouassi Attisso Attiogbe (Togo) |
| 17:00 UTC+1 | 17:00 UTC+1      |                            |                 |         | Lagos Domare: Kouassi Attisso Attiogbe (Togo) | Lagos Domare: Kouassi Attisso Attiogbe (Togo) |
| 17:00 UTC+1 | 17:00 UTC+1      |                            |                 |         | Lagos Domare: Kouassi Attisso Attiogbe (Togo) | Lagos Domare: Kouassi Attisso Attiogbe (Togo) |

|             | 6 september 2021 | Centralafrikanska republiken | 0 – 1           | Liberia          | Japoma Stadium                            |                                           |
| 16:00 UTC±0 | 16:00 UTC±0      |                              | (0 – 0) Rapport | 86′ Kpah Sherman | Douala (Kamerun) Domare: S. Toure (Gabon) | Douala (Kamerun) Domare: S. Toure (Gabon) |
| 16:00 UTC±0 | 16:00 UTC±0      |                              |                 |                  | Douala (Kamerun) Domare: S. Toure (Gabon) | Douala (Kamerun) Domare: S. Toure (Gabon) |
| 16:00 UTC±0 | 16:00 UTC±0      |                              |                 |                  | Douala (Kamerun) Domare: S. Toure (Gabon) | Douala (Kamerun) Domare: S. Toure (Gabon) |

|             | 7 september 2021 | Kap Verde         | 1 – 2           | Nigeria                                    | Estádio Municipal Adérito Sena          |                                         |
| 15:00 UTC−1 | 15:00 UTC−1      | Dylan Tavares 19′ | (1 – 1) Rapport | 30′ Victor Osimhen 76′ (sjm.) Rocha Santos | Mindelo Domare: Samir Guezzaz (Marocko) | Mindelo Domare: Samir Guezzaz (Marocko) |
| 15:00 UTC−1 | 15:00 UTC−1      |                   |                 |                                            | Mindelo Domare: Samir Guezzaz (Marocko) | Mindelo Domare: Samir Guezzaz (Marocko) |
| 15:00 UTC−1 | 15:00 UTC−1      |                   |                 |                                            | Mindelo Domare: Samir Guezzaz (Marocko) | Mindelo Domare: Samir Guezzaz (Marocko) |

|             | 7 oktober 2021 | Liberia               | 1 – 2           | Kap Verde                                 | Accra Sports Stadium                                         |                                                              |
| 13:00 UTC±0 | 13:00 UTC±0    | Van-Dave Harmon 45+3′ | (1 – 0) Rapport | 52′ Jamiro Monteiro 90+2′ Garry Rodrigues | Accra (Ghana) Publik: 0 Domare: Jean Ouattara (Burkina Faso) | Accra (Ghana) Publik: 0 Domare: Jean Ouattara (Burkina Faso) |
| 13:00 UTC±0 | 13:00 UTC±0    |                       |                 |                                           | Accra (Ghana) Publik: 0 Domare: Jean Ouattara (Burkina Faso) | Accra (Ghana) Publik: 0 Domare: Jean Ouattara (Burkina Faso) |
| 13:00 UTC±0 | 13:00 UTC±0    |                       |                 |                                           | Accra (Ghana) Publik: 0 Domare: Jean Ouattara (Burkina Faso) | Accra (Ghana) Publik: 0 Domare: Jean Ouattara (Burkina Faso) |

|             | 7 oktober 2021 | Nigeria | 0 – 1           | Centralafrikanska republiken | Teslim Balogun Stadium                                   |                                                          |
| 17:00 UTC+1 | 17:00 UTC+1    |         | (0 – 0) Rapport | 90+1′ Karl Namnganda         | Lagos Publik: 5 000 Domare: Abdelaziz Bouh (Mauretanien) | Lagos Publik: 5 000 Domare: Abdelaziz Bouh (Mauretanien) |
| 17:00 UTC+1 | 17:00 UTC+1    |         |                 |                              | Lagos Publik: 5 000 Domare: Abdelaziz Bouh (Mauretanien) | Lagos Publik: 5 000 Domare: Abdelaziz Bouh (Mauretanien) |
| 17:00 UTC+1 | 17:00 UTC+1    |         |                 |                              | Lagos Publik: 5 000 Domare: Abdelaziz Bouh (Mauretanien) | Lagos Publik: 5 000 Domare: Abdelaziz Bouh (Mauretanien) |

|             | 10 oktober 2021 | Centralafrikanska republiken | 0 – 2           | Nigeria                               | Japoma Stadium                                               |                                                              |
| 14:00 UTC+1 | 14:00 UTC+1     |                              | (0 – 2) Rapport | 29′ Leon Balogun 45+1′ Victor Osimhen | Douala (Kamerun) Publik: 0 Domare: Louis Hakizimana (Rwanda) | Douala (Kamerun) Publik: 0 Domare: Louis Hakizimana (Rwanda) |
| 14:00 UTC+1 | 14:00 UTC+1     |                              |                 |                                       | Douala (Kamerun) Publik: 0 Domare: Louis Hakizimana (Rwanda) | Douala (Kamerun) Publik: 0 Domare: Louis Hakizimana (Rwanda) |
| 14:00 UTC+1 | 14:00 UTC+1     |                              |                 |                                       | Douala (Kamerun) Publik: 0 Domare: Louis Hakizimana (Rwanda) | Douala (Kamerun) Publik: 0 Domare: Louis Hakizimana (Rwanda) |

|             | 10 oktober 2021 | Kap Verde       | 1 – 0           | Liberia | Estádio Municipal Adérito Sena                           |                                                          |
| 15:00 UTC−1 | 15:00 UTC−1     | Ryan Mendes 90′ | (0 – 0) Rapport |         | Mindelo Publik: 2 000 Domare: Mohamed Ali Moussa (Niger) | Mindelo Publik: 2 000 Domare: Mohamed Ali Moussa (Niger) |
| 15:00 UTC−1 | 15:00 UTC−1     |                 |                 |         | Mindelo Publik: 2 000 Domare: Mohamed Ali Moussa (Niger) | Mindelo Publik: 2 000 Domare: Mohamed Ali Moussa (Niger) |
| 15:00 UTC−1 | 15:00 UTC−1     |                 |                 |         | Mindelo Publik: 2 000 Domare: Mohamed Ali Moussa (Niger) | Mindelo Publik: 2 000 Domare: Mohamed Ali Moussa (Niger) |

|             | 13 november 2021 | Liberia | 0 – 2           | Nigeria                                           | Stade Ibn Batouta                                              |                                                                |
| 17:00 UTC+1 | 17:00 UTC+1      |         | (0 – 1) Rapport | 15′ (str.) Victor Osimhen 90+4′ (str.) Ahmed Musa | Tanger (Marocko) Publik: 0 Domare: Youssef Essrayri (Tunisien) | Tanger (Marocko) Publik: 0 Domare: Youssef Essrayri (Tunisien) |
| 17:00 UTC+1 | 17:00 UTC+1      |         |                 |                                                   | Tanger (Marocko) Publik: 0 Domare: Youssef Essrayri (Tunisien) | Tanger (Marocko) Publik: 0 Domare: Youssef Essrayri (Tunisien) |
| 17:00 UTC+1 | 17:00 UTC+1      |         |                 |                                                   | Tanger (Marocko) Publik: 0 Domare: Youssef Essrayri (Tunisien) | Tanger (Marocko) Publik: 0 Domare: Youssef Essrayri (Tunisien) |

|             | 13 november 2021 | Kap Verde                     | 2 – 1           | Centralafrikanska republiken | Estádio Municipal Adérito Sena                              |                                                             |
| 15:00 UTC−1 | 15:00 UTC−1      | Júlio Tavares 51′ Stopira 75′ | (0 – 1) Rapport | 11′ Isaac Ngoma              | Mindelo Publik: 3 000 Domare: Daniel Nii Ayi Laryea (Ghana) | Mindelo Publik: 3 000 Domare: Daniel Nii Ayi Laryea (Ghana) |
| 15:00 UTC−1 | 15:00 UTC−1      |                               |                 |                              | Mindelo Publik: 3 000 Domare: Daniel Nii Ayi Laryea (Ghana) | Mindelo Publik: 3 000 Domare: Daniel Nii Ayi Laryea (Ghana) |
| 15:00 UTC−1 | 15:00 UTC−1      |                               |                 |                              | Mindelo Publik: 3 000 Domare: Daniel Nii Ayi Laryea (Ghana) | Mindelo Publik: 3 000 Domare: Daniel Nii Ayi Laryea (Ghana) |

|             | 16 november 2021 | Nigeria           | 1 – 1           | Kap Verde  | Teslim Balogun Stadium                    |                                           |
| 17:00 UTC+1 | 17:00 UTC+1      | Victor Osimhen 1′ | (1 – 1) Rapport | 5′ Stopira | Lagos Domare: Mustapha Ghorbal (Algeriet) | Lagos Domare: Mustapha Ghorbal (Algeriet) |
| 17:00 UTC+1 | 17:00 UTC+1      |                   |                 |            | Lagos Domare: Mustapha Ghorbal (Algeriet) | Lagos Domare: Mustapha Ghorbal (Algeriet) |
| 17:00 UTC+1 | 17:00 UTC+1      |                   |                 |            | Lagos Domare: Mustapha Ghorbal (Algeriet) | Lagos Domare: Mustapha Ghorbal (Algeriet) |

|             | 16 november 2021 | Liberia                                 | 3 – 1           | Centralafrikanska republiken | Stade Ibn Batouta                                                 |                                                                   |
| 17:00 UTC+1 | 17:00 UTC+1      | Marcus Macauley 2′ Peter Wilson 8′, 74′ | (2 – 0) Rapport | 61′ Isaac Ngoma              | Tanger (Marocko) Domare: Kalilou Ibrahim Traore (Elfenbenskusten) | Tanger (Marocko) Domare: Kalilou Ibrahim Traore (Elfenbenskusten) |
| 17:00 UTC+1 | 17:00 UTC+1      |                                         |                 |                              | Tanger (Marocko) Domare: Kalilou Ibrahim Traore (Elfenbenskusten) | Tanger (Marocko) Domare: Kalilou Ibrahim Traore (Elfenbenskusten) |
| 17:00 UTC+1 | 17:00 UTC+1      |                                         |                 |                              | Tanger (Marocko) Domare: Kalilou Ibrahim Traore (Elfenbenskusten) | Tanger (Marocko) Domare: Kalilou Ibrahim Traore (Elfenbenskusten) |

### Grupp D
| Nr | Lag             | S | V | O | F | GM | IM | MS  | P  |
| -- | --------------- | - | - | - | - | -- | -- | --- | -- |
| 1  | Kamerun         | 6 | 5 | 0 | 1 | 12 | 3  | +9  | 15 |
| 2  | Elfenbenskusten | 6 | 4 | 1 | 1 | 10 | 3  | +7  | 13 |
| 3  | Moçambique      | 6 | 1 | 1 | 4 | 2  | 8  | −6  | 4  |
| 4  | Malawi          | 6 | 1 | 0 | 5 | 2  | 12 | −10 | 3  |

|             | 3 september 2021 | Moçambique | 0 – 0   | Elfenbenskusten | Estádio Nacional do Zimpeto                        |                                                    |
| 15:00 UTC+2 | 15:00 UTC+2      |            | Rapport |                 | Maputo Domare: Pacifique Ndabihawenimana (Burundi) | Maputo Domare: Pacifique Ndabihawenimana (Burundi) |
| 15:00 UTC+2 | 15:00 UTC+2      |            |         |                 | Maputo Domare: Pacifique Ndabihawenimana (Burundi) | Maputo Domare: Pacifique Ndabihawenimana (Burundi) |
| 15:00 UTC+2 | 15:00 UTC+2      |            |         |                 | Maputo Domare: Pacifique Ndabihawenimana (Burundi) | Maputo Domare: Pacifique Ndabihawenimana (Burundi) |

|             | 3 september 2021 | Kamerun                                         | 2 – 0           | Malawi | Paul Biya Stadium                                          |                                                            |
| 20:00 UTC+1 | 20:00 UTC+1      | Vincent Aboubakar 9′ Michael Ngadeu-Ngadjui 22′ | (2 – 0) Rapport |        | Yaoundé Domare: Jean Jacques Ndala Ngambo (Kongo-Kinshasa) | Yaoundé Domare: Jean Jacques Ndala Ngambo (Kongo-Kinshasa) |
| 20:00 UTC+1 | 20:00 UTC+1      |                                                 |                 |        | Yaoundé Domare: Jean Jacques Ndala Ngambo (Kongo-Kinshasa) | Yaoundé Domare: Jean Jacques Ndala Ngambo (Kongo-Kinshasa) |
| 20:00 UTC+1 | 20:00 UTC+1      |                                                 |                 |        | Yaoundé Domare: Jean Jacques Ndala Ngambo (Kongo-Kinshasa) | Yaoundé Domare: Jean Jacques Ndala Ngambo (Kongo-Kinshasa) |

|             | 6 september 2021 | Elfenbenskusten                  | 2 – 1           | Kamerun                   | Stade Olympique Alassane Ouattara            |                                              |
| 19:00 UTC±0 | 19:00 UTC±0      | Sébastien Haller 20′ (str.), 29′ | (2 – 0) Rapport | 61′ (str.) Moumi Ngamaleu | Abidjan Domare: Mehdi Abid Charef (Algeriet) | Abidjan Domare: Mehdi Abid Charef (Algeriet) |
| 19:00 UTC±0 | 19:00 UTC±0      |                                  |                 |                           | Abidjan Domare: Mehdi Abid Charef (Algeriet) | Abidjan Domare: Mehdi Abid Charef (Algeriet) |
| 19:00 UTC±0 | 19:00 UTC±0      |                                  |                 |                           | Abidjan Domare: Mehdi Abid Charef (Algeriet) | Abidjan Domare: Mehdi Abid Charef (Algeriet) |

|             | 7 september 2021 | Malawi            | 1 – 0           | Moçambique | Orlando Stadium                                                   |                                                                   |
| 15:00 UTC+2 | 15:00 UTC+2      | Richard Mbulu 10′ | (1 – 0) Rapport |            | Johannesburg (Sydafrika) Domare: Souleiman Ahmed Djama (Djibouti) | Johannesburg (Sydafrika) Domare: Souleiman Ahmed Djama (Djibouti) |
| 15:00 UTC+2 | 15:00 UTC+2      |                   |                 |            | Johannesburg (Sydafrika) Domare: Souleiman Ahmed Djama (Djibouti) | Johannesburg (Sydafrika) Domare: Souleiman Ahmed Djama (Djibouti) |
| 15:00 UTC+2 | 15:00 UTC+2      |                   |                 |            | Johannesburg (Sydafrika) Domare: Souleiman Ahmed Djama (Djibouti) | Johannesburg (Sydafrika) Domare: Souleiman Ahmed Djama (Djibouti) |

|             | 8 oktober 2021 | Malawi | 0 – 3           | Elfenbenskusten                                       | Orlando Stadium                                                 |                                                                 |
| 15:00 UTC+2 | 15:00 UTC+2    |        | (0 – 1) Rapport | 36′ Max Gradel 85′ Ibrahim Sangaré 90+5′ Jérémie Boga | Johannesburg (Sydafrika) Publik: 0 Domare: Peter Waweru (Kenya) | Johannesburg (Sydafrika) Publik: 0 Domare: Peter Waweru (Kenya) |
| 15:00 UTC+2 | 15:00 UTC+2    |        |                 |                                                       | Johannesburg (Sydafrika) Publik: 0 Domare: Peter Waweru (Kenya) | Johannesburg (Sydafrika) Publik: 0 Domare: Peter Waweru (Kenya) |
| 15:00 UTC+2 | 15:00 UTC+2    |        |                 |                                                       | Johannesburg (Sydafrika) Publik: 0 Domare: Peter Waweru (Kenya) | Johannesburg (Sydafrika) Publik: 0 Domare: Peter Waweru (Kenya) |

|             | 8 oktober 2021 | Kamerun                                                | 3 – 1           | Moçambique | Japoma Stadium                                         |                                                        |
| 17:00 UTC+1 | 17:00 UTC+1    | Eric Maxim Choupo-Moting 28′, 51′ Karl Toko Ekambi 63′ | (1 – 0) Rapport |            | Douala Publik: 10 000 Domare: Mohamed Marouf (Egypten) | Douala Publik: 10 000 Domare: Mohamed Marouf (Egypten) |
| 17:00 UTC+1 | 17:00 UTC+1    |                                                        |                 |            | Douala Publik: 10 000 Domare: Mohamed Marouf (Egypten) | Douala Publik: 10 000 Domare: Mohamed Marouf (Egypten) |
| 17:00 UTC+1 | 17:00 UTC+1    |                                                        |                 |            | Douala Publik: 10 000 Domare: Mohamed Marouf (Egypten) | Douala Publik: 10 000 Domare: Mohamed Marouf (Egypten) |

|             | 11 oktober 2021 | Moçambique | 0 – 1           | Kamerun                    | Stade Ibn Batouta                                              |                                                                |
| 14:00 UTC+1 | 14:00 UTC+1     |            | (0 – 0) Rapport | 68′ Michael Ngadeu-Ngadjui | Tanger (Marocko) Publik: 0 Domare: Sabri Mohamed Fadul (Sudan) | Tanger (Marocko) Publik: 0 Domare: Sabri Mohamed Fadul (Sudan) |
| 14:00 UTC+1 | 14:00 UTC+1     |            |                 |                            | Tanger (Marocko) Publik: 0 Domare: Sabri Mohamed Fadul (Sudan) | Tanger (Marocko) Publik: 0 Domare: Sabri Mohamed Fadul (Sudan) |
| 14:00 UTC+1 | 14:00 UTC+1     |            |                 |                            | Tanger (Marocko) Publik: 0 Domare: Sabri Mohamed Fadul (Sudan) | Tanger (Marocko) Publik: 0 Domare: Sabri Mohamed Fadul (Sudan) |

|             | 11 oktober 2021 | Elfenbenskusten                          | 2 – 1           | Malawi           | Stade de l'Amitié                                                    |                                                                      |
| 17:00 UTC+1 | 17:00 UTC+1     | Nicolas Pépé 2′ Franck Kessié 66′ (str.) | (1 – 1) Rapport | 20′ Khuda Muyaba | Cotonou (Benin) Publik: 1 000 Domare: Bernard Camille (Seychellerna) | Cotonou (Benin) Publik: 1 000 Domare: Bernard Camille (Seychellerna) |
| 17:00 UTC+1 | 17:00 UTC+1     |                                          |                 |                  | Cotonou (Benin) Publik: 1 000 Domare: Bernard Camille (Seychellerna) | Cotonou (Benin) Publik: 1 000 Domare: Bernard Camille (Seychellerna) |
| 17:00 UTC+1 | 17:00 UTC+1     |                                          |                 |                  | Cotonou (Benin) Publik: 1 000 Domare: Bernard Camille (Seychellerna) | Cotonou (Benin) Publik: 1 000 Domare: Bernard Camille (Seychellerna) |

|             | 13 november 2021 | Malawi | 0 – 4           | Kamerun                                                                                 | Orlando Stadium                                              |                                                              |
| 15:00 UTC+2 | 15:00 UTC+2      |        | (0 – 2) Rapport | 22′ (str.) Vincent Aboubakar 42′ André-Frank Zambo Anguissa 85′, 87′ Christian Bassogog | Johannesburg (Sydafrika) Publik: 0 Domare: Issa Sy (Senegal) | Johannesburg (Sydafrika) Publik: 0 Domare: Issa Sy (Senegal) |
| 15:00 UTC+2 | 15:00 UTC+2      |        |                 |                                                                                         | Johannesburg (Sydafrika) Publik: 0 Domare: Issa Sy (Senegal) | Johannesburg (Sydafrika) Publik: 0 Domare: Issa Sy (Senegal) |
| 15:00 UTC+2 | 15:00 UTC+2      |        |                 |                                                                                         | Johannesburg (Sydafrika) Publik: 0 Domare: Issa Sy (Senegal) | Johannesburg (Sydafrika) Publik: 0 Domare: Issa Sy (Senegal) |

|             | 13 november 2021 | Elfenbenskusten                                        | 3 – 0           | Moçambique | Stade de l'Amitié                                             |                                                               |
| 20:00 UTC+1 | 20:00 UTC+1      | Max Gradel 10′ Maxwel Cornet 61′ Jean Michaël Seri 90′ | (1 – 0) Rapport |            | Cotonou (Benin) Publik: 0 Domare: Ahmed El Ghandour (Egypten) | Cotonou (Benin) Publik: 0 Domare: Ahmed El Ghandour (Egypten) |
| 20:00 UTC+1 | 20:00 UTC+1      |                                                        |                 |            | Cotonou (Benin) Publik: 0 Domare: Ahmed El Ghandour (Egypten) | Cotonou (Benin) Publik: 0 Domare: Ahmed El Ghandour (Egypten) |
| 20:00 UTC+1 | 20:00 UTC+1      |                                                        |                 |            | Cotonou (Benin) Publik: 0 Domare: Ahmed El Ghandour (Egypten) | Cotonou (Benin) Publik: 0 Domare: Ahmed El Ghandour (Egypten) |

|             | 16 november 2021 | Moçambique                 | 1 – 0           | Malawi | Stade de l'Amitié                                     |                                                       |
| 14:00 UTC+1 | 14:00 UTC+1      | Limbikani Mzava 51′ (sjm.) | (0 – 0) Rapport |        | Cotonou (Benin) Domare: Hassan Mohamed Hagi (Somalia) | Cotonou (Benin) Domare: Hassan Mohamed Hagi (Somalia) |
| 14:00 UTC+1 | 14:00 UTC+1      |                            |                 |        | Cotonou (Benin) Domare: Hassan Mohamed Hagi (Somalia) | Cotonou (Benin) Domare: Hassan Mohamed Hagi (Somalia) |
| 14:00 UTC+1 | 14:00 UTC+1      |                            |                 |        | Cotonou (Benin) Domare: Hassan Mohamed Hagi (Somalia) | Cotonou (Benin) Domare: Hassan Mohamed Hagi (Somalia) |

|             | 16 november 2021 | Kamerun              | 1 – 0           | Elfenbenskusten | Japoma Stadium                        |                                       |
| 20:00 UTC+1 | 20:00 UTC+1      | Karl Toko Ekambi 21′ | (1 – 0) Rapport |                 | Douala Domare: Janny Sikazwe (Zambia) | Douala Domare: Janny Sikazwe (Zambia) |
| 20:00 UTC+1 | 20:00 UTC+1      |                      |                 |                 | Douala Domare: Janny Sikazwe (Zambia) | Douala Domare: Janny Sikazwe (Zambia) |
| 20:00 UTC+1 | 20:00 UTC+1      |                      |                 |                 | Douala Domare: Janny Sikazwe (Zambia) | Douala Domare: Janny Sikazwe (Zambia) |

### Grupp E
| Nr | Lag    | S | V | O | F | GM | IM | MS  | P  |
| -- | ------ | - | - | - | - | -- | -- | --- | -- |
| 1  | Mali   | 6 | 5 | 1 | 0 | 12 | 1  | +11 | 16 |
| 2  | Uganda | 6 | 2 | 3 | 1 | 3  | 2  | +1  | 9  |
| 3  | Kenya  | 6 | 1 | 3 | 2 | 3  | 8  | −5  | 6  |
| 4  | Rwanda | 6 | 0 | 1 | 5 | 2  | 9  | −7  | 1  |

|             | 1 september 2021 | Mali             | 1 – 0           | Rwanda | Stade Adrar                                         |                                                     |
| 20:00 UTC+1 | 20:00 UTC+1      | Adama Traoré 19′ | (1 – 0) Rapport |        | Agadir (Marocko) Domare: Beida Dahane (Mauretanien) | Agadir (Marocko) Domare: Beida Dahane (Mauretanien) |
| 20:00 UTC+1 | 20:00 UTC+1      |                  |                 |        | Agadir (Marocko) Domare: Beida Dahane (Mauretanien) | Agadir (Marocko) Domare: Beida Dahane (Mauretanien) |
| 20:00 UTC+1 | 20:00 UTC+1      |                  |                 |        | Agadir (Marocko) Domare: Beida Dahane (Mauretanien) | Agadir (Marocko) Domare: Beida Dahane (Mauretanien) |

|             | 2 september 2021 | Kenya | 0 – 0   | Uganda | Nyayo National Stadium                             |                                                    |
| 16:00 UTC+3 | 16:00 UTC+3      |       | Rapport |        | Nairobi Domare: Mahmood Ali Mahmood Ismail (Sudan) | Nairobi Domare: Mahmood Ali Mahmood Ismail (Sudan) |
| 16:00 UTC+3 | 16:00 UTC+3      |       |         |        | Nairobi Domare: Mahmood Ali Mahmood Ismail (Sudan) | Nairobi Domare: Mahmood Ali Mahmood Ismail (Sudan) |
| 16:00 UTC+3 | 16:00 UTC+3      |       |         |        | Nairobi Domare: Mahmood Ali Mahmood Ismail (Sudan) | Nairobi Domare: Mahmood Ali Mahmood Ismail (Sudan) |

|             | 5 september 2021 | Rwanda               | 1 – 1           | Kenya              | Stade Régional Nyamirambo                   |                                             |
| 15:00 UTC+2 | 15:00 UTC+2      | Abdul Rwatubyaye 21′ | (1 – 1) Rapport | 10′ Michael Olunga | Kigali Domare: Joseph Odey Ogabor (Nigeria) | Kigali Domare: Joseph Odey Ogabor (Nigeria) |
| 15:00 UTC+2 | 15:00 UTC+2      |                      |                 |                    | Kigali Domare: Joseph Odey Ogabor (Nigeria) | Kigali Domare: Joseph Odey Ogabor (Nigeria) |
| 15:00 UTC+2 | 15:00 UTC+2      |                      |                 |                    | Kigali Domare: Joseph Odey Ogabor (Nigeria) | Kigali Domare: Joseph Odey Ogabor (Nigeria) |

|             | 6 september 2021 | Uganda | 0 – 0   | Mali | St. Mary's Stadium-Kitende                          |                                                     |
| 14:00 UTC+3 | 14:00 UTC+3      |        | Rapport |      | Entebbe Domare: Ahmad Imtehaz Heeralall (Mauritius) | Entebbe Domare: Ahmad Imtehaz Heeralall (Mauritius) |
| 14:00 UTC+3 | 14:00 UTC+3      |        |         |      | Entebbe Domare: Ahmad Imtehaz Heeralall (Mauritius) | Entebbe Domare: Ahmad Imtehaz Heeralall (Mauritius) |
| 14:00 UTC+3 | 14:00 UTC+3      |        |         |      | Entebbe Domare: Ahmad Imtehaz Heeralall (Mauritius) | Entebbe Domare: Ahmad Imtehaz Heeralall (Mauritius) |

|             | 7 oktober 2021 | Rwanda | 0 – 1           | Uganda         | Nyamirambo Regional Stadium                      |                                                  |
| 18:00 UTC+2 | 18:00 UTC+2    |        | (0 – 1) Rapport | 41′ Fahad Bayo | Kigali Publik: 0 Domare: Joshua Bondo (Botswana) | Kigali Publik: 0 Domare: Joshua Bondo (Botswana) |
| 18:00 UTC+2 | 18:00 UTC+2    |        |                 |                | Kigali Publik: 0 Domare: Joshua Bondo (Botswana) | Kigali Publik: 0 Domare: Joshua Bondo (Botswana) |
| 18:00 UTC+2 | 18:00 UTC+2    |        |                 |                | Kigali Publik: 0 Domare: Joshua Bondo (Botswana) | Kigali Publik: 0 Domare: Joshua Bondo (Botswana) |

|             | 7 oktober 2021 | Mali                                                                  | 5 – 0           | Kenya | Stade Adrar                                                    |                                                                |
| 20:00 UTC+1 | 20:00 UTC+1    | Adama Traoré 8′ Ibrahima Koné 22′, 36′, 45′ (str.) Moussa Doumbia 85′ | (4 – 0) Rapport |       | Agadir (Marocko) Publik: 0 Domare: Youssef Essrayri (Tunisien) | Agadir (Marocko) Publik: 0 Domare: Youssef Essrayri (Tunisien) |
| 20:00 UTC+1 | 20:00 UTC+1    |                                                                       |                 |       | Agadir (Marocko) Publik: 0 Domare: Youssef Essrayri (Tunisien) | Agadir (Marocko) Publik: 0 Domare: Youssef Essrayri (Tunisien) |
| 20:00 UTC+1 | 20:00 UTC+1    |                                                                       |                 |       | Agadir (Marocko) Publik: 0 Domare: Youssef Essrayri (Tunisien) | Agadir (Marocko) Publik: 0 Domare: Youssef Essrayri (Tunisien) |

|             | 10 oktober 2021 | Kenya | 0 – 1           | Mali              | Nyayo National Stadium                                |                                                       |
| 16:00 UTC+3 | 16:00 UTC+3     |       | (0 – 0) Rapport | 55′ Ibrahima Koné | Nairobi Publik: 0 Domare: Blaise Yuven Ngwa (Kamerun) | Nairobi Publik: 0 Domare: Blaise Yuven Ngwa (Kamerun) |
| 16:00 UTC+3 | 16:00 UTC+3     |       |                 |                   | Nairobi Publik: 0 Domare: Blaise Yuven Ngwa (Kamerun) | Nairobi Publik: 0 Domare: Blaise Yuven Ngwa (Kamerun) |
| 16:00 UTC+3 | 16:00 UTC+3     |       |                 |                   | Nairobi Publik: 0 Domare: Blaise Yuven Ngwa (Kamerun) | Nairobi Publik: 0 Domare: Blaise Yuven Ngwa (Kamerun) |

|             | 10 oktober 2021 | Uganda         | 1 – 0           | Rwanda | St. Mary's Stadium-Kitende                          |                                                     |
| 16:00 UTC+3 | 16:00 UTC+3     | Fahad Bayo 22′ | (1 – 0) Rapport |        | Entebbe Publik: 0 Domare: Haythem Guirat (Tunisien) | Entebbe Publik: 0 Domare: Haythem Guirat (Tunisien) |
| 16:00 UTC+3 | 16:00 UTC+3     |                |                 |        | Entebbe Publik: 0 Domare: Haythem Guirat (Tunisien) | Entebbe Publik: 0 Domare: Haythem Guirat (Tunisien) |
| 16:00 UTC+3 | 16:00 UTC+3     |                |                 |        | Entebbe Publik: 0 Domare: Haythem Guirat (Tunisien) | Entebbe Publik: 0 Domare: Haythem Guirat (Tunisien) |

|             | 11 november 2021 | Uganda         | 1 – 1           | Kenya              | St. Mary's Stadium-Kitende                       |                                                  |
| 16:00 UTC+3 | 16:00 UTC+3      | Fahad Bayo 89′ | (0 – 0) Rapport | 62′ Michael Olunga | Entebbe Domare: Souleiman Ahmed Djama (Djibouti) | Entebbe Domare: Souleiman Ahmed Djama (Djibouti) |
| 16:00 UTC+3 | 16:00 UTC+3      |                |                 |                    | Entebbe Domare: Souleiman Ahmed Djama (Djibouti) | Entebbe Domare: Souleiman Ahmed Djama (Djibouti) |
| 16:00 UTC+3 | 16:00 UTC+3      |                |                 |                    | Entebbe Domare: Souleiman Ahmed Djama (Djibouti) | Entebbe Domare: Souleiman Ahmed Djama (Djibouti) |

|             | 11 november 2021 | Rwanda | 0 – 3           | Malawi                                                    | Nyamirambo Regional Stadium                        |                                                    |
| 18:00 UTC+2 | 18:00 UTC+2      |        | (0 – 2) Rapport | 19′ Moussa Djenepo 21′ Ibrahima Koné 87′ Kalifa Coulibaly | Kigali Domare: Hélder Martins de Carvalho (Angola) | Kigali Domare: Hélder Martins de Carvalho (Angola) |
| 18:00 UTC+2 | 18:00 UTC+2      |        |                 |                                                           | Kigali Domare: Hélder Martins de Carvalho (Angola) | Kigali Domare: Hélder Martins de Carvalho (Angola) |
| 18:00 UTC+2 | 18:00 UTC+2      |        |                 |                                                           | Kigali Domare: Hélder Martins de Carvalho (Angola) | Kigali Domare: Hélder Martins de Carvalho (Angola) |

|             | 14 november 2021 | Mali                 | 1 – 0           | Uganda | Stade Adrar                                               |                                                           |
| 17:00 UTC+1 | 17:00 UTC+1      | Kalifa Coulibaly 19′ | (1 – 0) Rapport |        | Agadir (Marocko) Domare: Bamlak Tessema Weyesa (Etiopien) | Agadir (Marocko) Domare: Bamlak Tessema Weyesa (Etiopien) |
| 17:00 UTC+1 | 17:00 UTC+1      |                      |                 |        | Agadir (Marocko) Domare: Bamlak Tessema Weyesa (Etiopien) | Agadir (Marocko) Domare: Bamlak Tessema Weyesa (Etiopien) |
| 17:00 UTC+1 | 17:00 UTC+1      |                      |                 |        | Agadir (Marocko) Domare: Bamlak Tessema Weyesa (Etiopien) | Agadir (Marocko) Domare: Bamlak Tessema Weyesa (Etiopien) |

|             | 15 november 2021 | Kenya                                      | 2 – 1           | Rwanda                | Nyayo National Stadium                     |                                            |
| 16:00 UTC+3 | 16:00 UTC+3      | Michael Olunga 2′ Richard Odada 15′ (str.) | (2 – 0) Rapport | 66′ Olivier Niyonzima | Nairobi Domare: Celso Alvação (Moçambique) | Nairobi Domare: Celso Alvação (Moçambique) |
| 16:00 UTC+3 | 16:00 UTC+3      |                                            |                 |                       | Nairobi Domare: Celso Alvação (Moçambique) | Nairobi Domare: Celso Alvação (Moçambique) |
| 16:00 UTC+3 | 16:00 UTC+3      |                                            |                 |                       | Nairobi Domare: Celso Alvação (Moçambique) | Nairobi Domare: Celso Alvação (Moçambique) |

### Grupp F
| Nr | Lag     | S | V | O | F | GM | IM | MS | P  |
| -- | ------- | - | - | - | - | -- | -- | -- | -- |
| 1  | Egypten | 6 | 4 | 2 | 0 | 10 | 4  | +6 | 14 |
| 2  | Gabon   | 6 | 2 | 1 | 3 | 7  | 8  | −1 | 7  |
| 3  | Libyen  | 6 | 2 | 1 | 3 | 4  | 7  | −3 | 7  |
| 4  | Angola  | 6 | 1 | 2 | 3 | 6  | 8  | −2 | 5  |

|             | 1 september 2021 | Egypten                 | 1 – 0           | Angola | 30 June Stadium                    |                                    |
| 21:00 UTC+2 | 21:00 UTC+2      | Mohamed Magdy 5′ (str.) | (1 – 0) Rapport |        | Kairo Domare: Boubou Traore (Mali) | Kairo Domare: Boubou Traore (Mali) |
| 21:00 UTC+2 | 21:00 UTC+2      |                         |                 |        | Kairo Domare: Boubou Traore (Mali) | Kairo Domare: Boubou Traore (Mali) |
| 21:00 UTC+2 | 21:00 UTC+2      |                         |                 |        | Kairo Domare: Boubou Traore (Mali) | Kairo Domare: Boubou Traore (Mali) |

|             | 1 september 2021 | Libyen                                | 2 – 1           | Gabon                 | Martyrs of February Stadium                       |                                                   |
| 21:00 UTC+2 | 21:00 UTC+2      | Ali Salama 27′ Sanad Al Warfali 90+5′ | (1 – 1) Rapport | 11′ André Biyogo Poko | Benghazi Domare: Bamlak Tessema Weyesa (Etiopien) | Benghazi Domare: Bamlak Tessema Weyesa (Etiopien) |
| 21:00 UTC+2 | 21:00 UTC+2      |                                       |                 |                       | Benghazi Domare: Bamlak Tessema Weyesa (Etiopien) | Benghazi Domare: Bamlak Tessema Weyesa (Etiopien) |
| 21:00 UTC+2 | 21:00 UTC+2      |                                       |                 |                       | Benghazi Domare: Bamlak Tessema Weyesa (Etiopien) | Benghazi Domare: Bamlak Tessema Weyesa (Etiopien) |

|             | 5 september 2021 | Gabon             | 1 – 1           | Egypten             | Stade de Franceville                        |                                             |
| 20:00 UTC+1 | 20:00 UTC+1      | Jim Allevinah 73′ | (0 – 0) Rapport | 90′ Mostafa Mohamed | Franceville Domare: Bakary Gassama (Gambia) | Franceville Domare: Bakary Gassama (Gambia) |
| 20:00 UTC+1 | 20:00 UTC+1      |                   |                 |                     | Franceville Domare: Bakary Gassama (Gambia) | Franceville Domare: Bakary Gassama (Gambia) |
| 20:00 UTC+1 | 20:00 UTC+1      |                   |                 |                     | Franceville Domare: Bakary Gassama (Gambia) | Franceville Domare: Bakary Gassama (Gambia) |

|             | 7 september 2021 | Angola | 0 – 1           | Libyen             | Estádio 11 de Novembro                             |                                                    |
| 20:00 UTC+1 | 20:00 UTC+1      |        | (0 – 1) Rapport | 43′ Omar Al Khouja | Luanda Domare: Messie Nkounkou (Kongo-Brazzaville) | Luanda Domare: Messie Nkounkou (Kongo-Brazzaville) |
| 20:00 UTC+1 | 20:00 UTC+1      |        |                 |                    | Luanda Domare: Messie Nkounkou (Kongo-Brazzaville) | Luanda Domare: Messie Nkounkou (Kongo-Brazzaville) |
| 20:00 UTC+1 | 20:00 UTC+1      |        |                 |                    | Luanda Domare: Messie Nkounkou (Kongo-Brazzaville) | Luanda Domare: Messie Nkounkou (Kongo-Brazzaville) |

|             | 8 oktober 2021 | Angola                                      | 3 – 1           | Gabon         | Estádio 11 de Novembro                                        |                                                               |
| 18:30 UTC+1 | 18:30 UTC+1    | Zini 25′ Ary Papel 56′ Jonathan Buatu 90+1′ | (1 – 0) Rapport | 83′ Axel Méyé | Luanda Publik: 5 000 Domare: Souleiman Ahmed Djama (Djibouti) | Luanda Publik: 5 000 Domare: Souleiman Ahmed Djama (Djibouti) |
| 18:30 UTC+1 | 18:30 UTC+1    |                                             |                 |               | Luanda Publik: 5 000 Domare: Souleiman Ahmed Djama (Djibouti) | Luanda Publik: 5 000 Domare: Souleiman Ahmed Djama (Djibouti) |
| 18:30 UTC+1 | 18:30 UTC+1    |                                             |                 |               | Luanda Publik: 5 000 Domare: Souleiman Ahmed Djama (Djibouti) | Luanda Publik: 5 000 Domare: Souleiman Ahmed Djama (Djibouti) |

|             | 8 oktober 2021 | Egypten           | 1 – 0           | Libyen | Borg El Arab Stadium                                             |                                                                  |
| 21:00 UTC+2 | 21:00 UTC+2    | Omar Marmoush 49′ | (0 – 0) Rapport |        | Alexandria Publik: 0 Domare: Pacifique Ndabihawenimana (Burundi) | Alexandria Publik: 0 Domare: Pacifique Ndabihawenimana (Burundi) |
| 21:00 UTC+2 | 21:00 UTC+2    |                   |                 |        | Alexandria Publik: 0 Domare: Pacifique Ndabihawenimana (Burundi) | Alexandria Publik: 0 Domare: Pacifique Ndabihawenimana (Burundi) |
| 21:00 UTC+2 | 21:00 UTC+2    |                   |                 |        | Alexandria Publik: 0 Domare: Pacifique Ndabihawenimana (Burundi) | Alexandria Publik: 0 Domare: Pacifique Ndabihawenimana (Burundi) |

|             | 11 oktober 2021 | Gabon                                                     | 2 – 0           | Angola | Stade de Franceville                                     |                                                          |
| 14:00 UTC+1 | 14:00 UTC+1     | Pierre-Emerick Aubameyang 74′ Augusto Carneiro 84′ (sjm.) | (0 – 0) Rapport |        | Franceville Publik: 0 Domare: Maguette N'Diaye (Senegal) | Franceville Publik: 0 Domare: Maguette N'Diaye (Senegal) |
| 14:00 UTC+1 | 14:00 UTC+1     |                                                           |                 |        | Franceville Publik: 0 Domare: Maguette N'Diaye (Senegal) | Franceville Publik: 0 Domare: Maguette N'Diaye (Senegal) |
| 14:00 UTC+1 | 14:00 UTC+1     |                                                           |                 |        | Franceville Publik: 0 Domare: Maguette N'Diaye (Senegal) | Franceville Publik: 0 Domare: Maguette N'Diaye (Senegal) |

|             | 11 oktober 2021 | Libyen | 0 – 3           | Egypten                                                          | Benina Martyrs Stadium                              |                                                     |
| 21:00 UTC+2 | 21:00 UTC+2     |        | (0 – 2) Rapport | 39′ Ahmed Abou El Fotouh 45+4′ Mostafa Mohamed 72′ Ramadan Sobhi | Benghazi Publik: 0 Domare: Victor Gomes (Sydafrika) | Benghazi Publik: 0 Domare: Victor Gomes (Sydafrika) |
| 21:00 UTC+2 | 21:00 UTC+2     |        |                 |                                                                  | Benghazi Publik: 0 Domare: Victor Gomes (Sydafrika) | Benghazi Publik: 0 Domare: Victor Gomes (Sydafrika) |
| 21:00 UTC+2 | 21:00 UTC+2     |        |                 |                                                                  | Benghazi Publik: 0 Domare: Victor Gomes (Sydafrika) | Benghazi Publik: 0 Domare: Victor Gomes (Sydafrika) |

|             | 12 november 2021 | Gabon                                | 1 – 0           | Libyen | Stade de Franceville                                 |                                                      |
| 14:00 UTC+1 | 14:00 UTC+1      | Pierre-Emerick Aubameyang 54′ (str.) | (0 – 0) Rapport |        | Franceville Publik: 0 Domare: Mashood Ssali (Uganda) | Franceville Publik: 0 Domare: Mashood Ssali (Uganda) |
| 14:00 UTC+1 | 14:00 UTC+1      |                                      |                 |        | Franceville Publik: 0 Domare: Mashood Ssali (Uganda) | Franceville Publik: 0 Domare: Mashood Ssali (Uganda) |
| 14:00 UTC+1 | 14:00 UTC+1      |                                      |                 |        | Franceville Publik: 0 Domare: Mashood Ssali (Uganda) | Franceville Publik: 0 Domare: Mashood Ssali (Uganda) |

|             | 12 november 2021 | Angola                                   | 2 – 2           | Egypten                               | Estádio 11 de Novembro                                                   |                                                                          |
| 20:00 UTC+1 | 20:00 UTC+1      | Hélder Costa 25′ M'Bala Nzola 35′ (str.) | (2 – 1) Rapport | 45+1′ Mohamed Elneny 59′ Akram Tawfik | Luanda Publik: 15 000 Domare: Jean Jacques Ndala Ngambo (Kongo-Kinshasa) | Luanda Publik: 15 000 Domare: Jean Jacques Ndala Ngambo (Kongo-Kinshasa) |
| 20:00 UTC+1 | 20:00 UTC+1      |                                          |                 |                                       | Luanda Publik: 15 000 Domare: Jean Jacques Ndala Ngambo (Kongo-Kinshasa) | Luanda Publik: 15 000 Domare: Jean Jacques Ndala Ngambo (Kongo-Kinshasa) |
| 20:00 UTC+1 | 20:00 UTC+1      |                                          |                 |                                       | Luanda Publik: 15 000 Domare: Jean Jacques Ndala Ngambo (Kongo-Kinshasa) | Luanda Publik: 15 000 Domare: Jean Jacques Ndala Ngambo (Kongo-Kinshasa) |

|             | 15 november 2021 | Egypten                                          | 2 – 1           | Gabon             | Borg El Arab Stadium                          |                                               |
| 15:00 UTC+2 | 15:00 UTC+2      | Mohamed Magdy 4′ (str.) Johann Obiang 75′ (sjm.) | (1 – 0) Rapport | 54′ Jim Allevinah | Alexandria Domare: Georges Gatogato (Burundi) | Alexandria Domare: Georges Gatogato (Burundi) |
| 15:00 UTC+2 | 15:00 UTC+2      |                                                  |                 |                   | Alexandria Domare: Georges Gatogato (Burundi) | Alexandria Domare: Georges Gatogato (Burundi) |
| 15:00 UTC+2 | 15:00 UTC+2      |                                                  |                 |                   | Alexandria Domare: Georges Gatogato (Burundi) | Alexandria Domare: Georges Gatogato (Burundi) |

|             | 15 november 2021 | Libyen                      | 1 – 1           | Angola   | 28 March Stadium                            |                                             |
| 15:00 UTC+2 | 15:00 UTC+2      | Sanad Al Warfali 49′ (str.) | (0 – 0) Rapport | 81′ Zini | Benghazi Domare: Beida Dahane (Mauretanien) | Benghazi Domare: Beida Dahane (Mauretanien) |
| 15:00 UTC+2 | 15:00 UTC+2      |                             |                 |          | Benghazi Domare: Beida Dahane (Mauretanien) | Benghazi Domare: Beida Dahane (Mauretanien) |
| 15:00 UTC+2 | 15:00 UTC+2      |                             |                 |          | Benghazi Domare: Beida Dahane (Mauretanien) | Benghazi Domare: Beida Dahane (Mauretanien) |

### Grupp G
| Nr | Lag       | S | V | O | F | GM | IM | MS | P  |
| -- | --------- | - | - | - | - | -- | -- | -- | -- |
| 1  | Ghana     | 6 | 4 | 1 | 1 | 7  | 3  | +4 | 13 |
| 2  | Sydafrika | 6 | 4 | 1 | 1 | 6  | 2  | +4 | 13 |
| 3  | Etiopien  | 6 | 1 | 2 | 3 | 4  | 7  | −3 | 5  |
| 4  | Zimbabwe  | 6 | 0 | 2 | 4 | 2  | 7  | −5 | 2  |

|             | 3 september 2021 | Zimbabwe | 0 – 0   | Sydafrika | National Sports Stadium                   |                                           |
| 15:00 UTC+2 | 15:00 UTC+2      |          | Rapport |           | Harare Domare: Mahmoud El Banna (Egypten) | Harare Domare: Mahmoud El Banna (Egypten) |
| 15:00 UTC+2 | 15:00 UTC+2      |          |         |           | Harare Domare: Mahmoud El Banna (Egypten) | Harare Domare: Mahmoud El Banna (Egypten) |
| 15:00 UTC+2 | 15:00 UTC+2      |          |         |           | Harare Domare: Mahmoud El Banna (Egypten) | Harare Domare: Mahmoud El Banna (Egypten) |

|             | 3 september 2021 | Ghana              | 1 – 0           | Etiopien | Cape Coast Sports Stadium                   |                                             |
| 19:00 UTC±0 | 19:00 UTC±0      | Wakaso Mubarak 35′ | (1 – 0) Rapport |          | Cape Coast Domare: Redouane Jiyed (Marocko) | Cape Coast Domare: Redouane Jiyed (Marocko) |
| 19:00 UTC±0 | 19:00 UTC±0      |                    |                 |          | Cape Coast Domare: Redouane Jiyed (Marocko) | Cape Coast Domare: Redouane Jiyed (Marocko) |
| 19:00 UTC±0 | 19:00 UTC±0      |                    |                 |          | Cape Coast Domare: Redouane Jiyed (Marocko) | Cape Coast Domare: Redouane Jiyed (Marocko) |

|             | 6 september 2021 | Sydafrika                | 1 – 0           | Ghana | Soccer City                                           |                                                       |
| 18:00 UTC+2 | 18:00 UTC+2      | Bongokuhle Hlongwane 83′ | (0 – 0) Rapport |       | Johannesburg Domare: Derrick Kasokota Kafuli (Zambia) | Johannesburg Domare: Derrick Kasokota Kafuli (Zambia) |
| 18:00 UTC+2 | 18:00 UTC+2      |                          |                 |       | Johannesburg Domare: Derrick Kasokota Kafuli (Zambia) | Johannesburg Domare: Derrick Kasokota Kafuli (Zambia) |
| 18:00 UTC+2 | 18:00 UTC+2      |                          |                 |       | Johannesburg Domare: Derrick Kasokota Kafuli (Zambia) | Johannesburg Domare: Derrick Kasokota Kafuli (Zambia) |

|             | 7 september 2021 | Etiopien                     | 1 – 0           | Zimbabwe | Bahir Dar Stadium                                |                                                  |
| 19:00 UTC+3 | 19:00 UTC+3      | Aschalew Tamene 90+4′ (str.) | (0 – 0) Rapport |          | Bahir Dar Domare: Bernard Camille (Seychellerna) | Bahir Dar Domare: Bernard Camille (Seychellerna) |
| 19:00 UTC+3 | 19:00 UTC+3      |                              |                 |          | Bahir Dar Domare: Bernard Camille (Seychellerna) | Bahir Dar Domare: Bernard Camille (Seychellerna) |
| 19:00 UTC+3 | 19:00 UTC+3      |                              |                 |          | Bahir Dar Domare: Bernard Camille (Seychellerna) | Bahir Dar Domare: Bernard Camille (Seychellerna) |

|             | 9 oktober 2021 | Etiopien           | 1 – 3           | Sydafrika                                                     | Bahir Dar Stadium                                       |                                                         |
| 16:00 UTC+3 | 16:00 UTC+3    | Getaneh Kebede 67′ | (0 – 1) Rapport | 45+1′ Teboho Mokoena 71′ Mothobi Mvala 90+1′ Evidence Makgopa | Bahir Dar Publik: 0 Domare: Shuhoub Abdulbasit (Libyen) | Bahir Dar Publik: 0 Domare: Shuhoub Abdulbasit (Libyen) |
| 16:00 UTC+3 | 16:00 UTC+3    |                    |                 |                                                               | Bahir Dar Publik: 0 Domare: Shuhoub Abdulbasit (Libyen) | Bahir Dar Publik: 0 Domare: Shuhoub Abdulbasit (Libyen) |
| 16:00 UTC+3 | 16:00 UTC+3    |                    |                 |                                                               | Bahir Dar Publik: 0 Domare: Shuhoub Abdulbasit (Libyen) | Bahir Dar Publik: 0 Domare: Shuhoub Abdulbasit (Libyen) |

|             | 9 oktober 2021 | Ghana                                              | 3 – 1           | Zimbabwe                    | Cape Coast Sports Stadium               |                                         |
| 16:00 UTC±0 | 16:00 UTC±0    | Mohammed Kudus 5′ Thomas Partey 66′ André Ayew 87′ | (1 – 0) Rapport | 49′ (str.) Knowledge Musona | Cape Coast Domare: Pierre Atcho (Gabon) | Cape Coast Domare: Pierre Atcho (Gabon) |
| 16:00 UTC±0 | 16:00 UTC±0    |                                                    |                 |                             | Cape Coast Domare: Pierre Atcho (Gabon) | Cape Coast Domare: Pierre Atcho (Gabon) |
| 16:00 UTC±0 | 16:00 UTC±0    |                                                    |                 |                             | Cape Coast Domare: Pierre Atcho (Gabon) | Cape Coast Domare: Pierre Atcho (Gabon) |

|             | 12 oktober 2021 | Zimbabwe          | 1 – 0           | Ghana | National Sports Stadium                      |                                              |
| 15:00 UTC+2 | 15:00 UTC+2     | Thomas Partey 31′ | (1 – 0) Rapport |       | Harare Publik: 0 Domare: Amin Omar (Egypten) | Harare Publik: 0 Domare: Amin Omar (Egypten) |
| 15:00 UTC+2 | 15:00 UTC+2     |                   |                 |       | Harare Publik: 0 Domare: Amin Omar (Egypten) | Harare Publik: 0 Domare: Amin Omar (Egypten) |
| 15:00 UTC+2 | 15:00 UTC+2     |                   |                 |       | Harare Publik: 0 Domare: Amin Omar (Egypten) | Harare Publik: 0 Domare: Amin Omar (Egypten) |

|             | 12 oktober 2021 | Sydafrika                 | 1 – 0   | Etiopien | Soccer City                                     |                                                 |
| 18:00 UTC+2 | 18:00 UTC+2     | Getaneh Kebede 11′ (sjm.) | Rapport |          | Johannesburg Domare: Georges Gatogato (Burundi) | Johannesburg Domare: Georges Gatogato (Burundi) |
| 18:00 UTC+2 | 18:00 UTC+2     |                           |         |          | Johannesburg Domare: Georges Gatogato (Burundi) | Johannesburg Domare: Georges Gatogato (Burundi) |
| 18:00 UTC+2 | 18:00 UTC+2     |                           |         |          | Johannesburg Domare: Georges Gatogato (Burundi) | Johannesburg Domare: Georges Gatogato (Burundi) |

|             | 11 november 2021 | Etiopien           | 1 – 1           | Ghana          | Orlando Stadium                                              |                                                              |
| 15:00 UTC+2 | 15:00 UTC+2      | Getaneh Kebede 72′ | (0 – 1) Rapport | 22′ André Ayew | Johannesburg (Sydafrika) Domare: Blaise Yuven Ngwa (Kamerun) | Johannesburg (Sydafrika) Domare: Blaise Yuven Ngwa (Kamerun) |
| 15:00 UTC+2 | 15:00 UTC+2      |                    |                 |                | Johannesburg (Sydafrika) Domare: Blaise Yuven Ngwa (Kamerun) | Johannesburg (Sydafrika) Domare: Blaise Yuven Ngwa (Kamerun) |
| 15:00 UTC+2 | 15:00 UTC+2      |                    |                 |                | Johannesburg (Sydafrika) Domare: Blaise Yuven Ngwa (Kamerun) | Johannesburg (Sydafrika) Domare: Blaise Yuven Ngwa (Kamerun) |

|             | 11 november 2021 | Sydafrika          | 1 – 0           | Zimbabwe | Soccer City                                 |                                             |
| 21:00 UTC+2 | 21:00 UTC+2      | Teboho Mokoena 26′ | (1 – 0) Rapport |          | Johannesburg Domare: Sadok Selmi (Tunisien) | Johannesburg Domare: Sadok Selmi (Tunisien) |
| 21:00 UTC+2 | 21:00 UTC+2      |                    |                 |          | Johannesburg Domare: Sadok Selmi (Tunisien) | Johannesburg Domare: Sadok Selmi (Tunisien) |
| 21:00 UTC+2 | 21:00 UTC+2      |                    |                 |          | Johannesburg Domare: Sadok Selmi (Tunisien) | Johannesburg Domare: Sadok Selmi (Tunisien) |

|             | 14 november 2021 | Zimbabwe               | 1 – 1           | Etiopien            | National Sports Stadium                   |                                           |
| 15:00 UTC+2 | 15:00 UTC+2      | Kudakwashe Mahachi 39′ | (1 – 0) Rapport | 86′ Abubeker Nassir | Harare Domare: Mohamed Ali Moussa (Niger) | Harare Domare: Mohamed Ali Moussa (Niger) |
| 15:00 UTC+2 | 15:00 UTC+2      |                        |                 |                     | Harare Domare: Mohamed Ali Moussa (Niger) | Harare Domare: Mohamed Ali Moussa (Niger) |
| 15:00 UTC+2 | 15:00 UTC+2      |                        |                 |                     | Harare Domare: Mohamed Ali Moussa (Niger) | Harare Domare: Mohamed Ali Moussa (Niger) |

|             | 14 november 2021 | Ghana                 | 1 – 0           | Sydafrika | Cape Coast Sports Stadium                     |                                               |
| 21:00 UTC±0 | 21:00 UTC±0      | André Ayew 33′ (str.) | (1 – 0) Rapport |           | Cape Coast Domare: Maguette N'Diaye (Senegal) | Cape Coast Domare: Maguette N'Diaye (Senegal) |
| 21:00 UTC±0 | 21:00 UTC±0      |                       |                 |           | Cape Coast Domare: Maguette N'Diaye (Senegal) | Cape Coast Domare: Maguette N'Diaye (Senegal) |
| 21:00 UTC±0 | 21:00 UTC±0      |                       |                 |           | Cape Coast Domare: Maguette N'Diaye (Senegal) | Cape Coast Domare: Maguette N'Diaye (Senegal) |

### Grupp H
| Nr | Lag               | S | V | O | F | GM | IM | MS  | P  |
| -- | ----------------- | - | - | - | - | -- | -- | --- | -- |
| 1  | Senegal           | 6 | 5 | 1 | 0 | 15 | 4  | +11 | 16 |
| 2  | Togo              | 6 | 2 | 2 | 2 | 4  | 6  | −2  | 8  |
| 3  | Namibia           | 6 | 1 | 2 | 3 | 5  | 10 | −5  | 5  |
| 4  | Kongo-Brazzaville | 6 | 0 | 3 | 3 | 5  | 10 | −5  | 3  |

|             | 1 september 2021 | Senegal                         | 2 – 0           | Togo | Stade Lat-Dior                       |                                      |
| 16:00 UTC±0 | 16:00 UTC±0      | Sadio Mané 56′ Abdou Diallo 81′ | (0 – 0) Rapport |      | Thiès Domare: Sadok Selmi (Tunisien) | Thiès Domare: Sadok Selmi (Tunisien) |
| 16:00 UTC±0 | 16:00 UTC±0      |                                 |                 |      | Thiès Domare: Sadok Selmi (Tunisien) | Thiès Domare: Sadok Selmi (Tunisien) |
| 16:00 UTC±0 | 16:00 UTC±0      |                                 |                 |      | Thiès Domare: Sadok Selmi (Tunisien) | Thiès Domare: Sadok Selmi (Tunisien) |

|             | 2 september 2021 | Namibia             | 1 – 1   | Kongo-Brazzaville          | Orlando Stadium                                                     |                                                                     |
| 18:00 UTC+2 | 18:00 UTC+2      | Charles Hambira 24′ | Rapport | 57′ (sjm.) Charles Hambira | Johannesburg (Sydafrika) Domare: Andofetra Rakotojaona (Madagaskar) | Johannesburg (Sydafrika) Domare: Andofetra Rakotojaona (Madagaskar) |
| 18:00 UTC+2 | 18:00 UTC+2      |                     |         |                            | Johannesburg (Sydafrika) Domare: Andofetra Rakotojaona (Madagaskar) | Johannesburg (Sydafrika) Domare: Andofetra Rakotojaona (Madagaskar) |
| 18:00 UTC+2 | 18:00 UTC+2      |                     |         |                            | Johannesburg (Sydafrika) Domare: Andofetra Rakotojaona (Madagaskar) | Johannesburg (Sydafrika) Domare: Andofetra Rakotojaona (Madagaskar) |

|             | 5 september 2021 | Togo | 0 – 1           | Namibia           | Stade de Kégué                               |                                              |
| 16:00 UTC±0 | 16:00 UTC±0      |      | (0 – 0) Rapport | 53′ Elmo Kambindu | Lomé Domare: Omar Abdulkadir Artan (Somalia) | Lomé Domare: Omar Abdulkadir Artan (Somalia) |
| 16:00 UTC±0 | 16:00 UTC±0      |      |                 |                   | Lomé Domare: Omar Abdulkadir Artan (Somalia) | Lomé Domare: Omar Abdulkadir Artan (Somalia) |
| 16:00 UTC±0 | 16:00 UTC±0      |      |                 |                   | Lomé Domare: Omar Abdulkadir Artan (Somalia) | Lomé Domare: Omar Abdulkadir Artan (Somalia) |

|             | 7 september 2021 | Kongo-Brazzaville                      | 1 – 3           | Senegal                                                | Stade Alphonse Massamba-Débat                  |                                                |
| 17:00 UTC+1 | 17:00 UTC+1      | Silvère Ganvoula M'boussy 45+2′ (str.) | (1 – 1) Rapport | 27′ Boulaye Dia 82′ Ismaïla Sarr 87′ (str.) Sadio Mané | Brazzaville Domare: Mohamed Ali Moussa (Niger) | Brazzaville Domare: Mohamed Ali Moussa (Niger) |
| 17:00 UTC+1 | 17:00 UTC+1      |                                        |                 |                                                        | Brazzaville Domare: Mohamed Ali Moussa (Niger) | Brazzaville Domare: Mohamed Ali Moussa (Niger) |
| 17:00 UTC+1 | 17:00 UTC+1      |                                        |                 |                                                        | Brazzaville Domare: Mohamed Ali Moussa (Niger) | Brazzaville Domare: Mohamed Ali Moussa (Niger) |

|             | 9 oktober 2021 | Togo                     | 1 – 1           | Kongo-Brazzaville        | Stade de Kégué                          |                                         |
| 16:00 UTC±0 | 16:00 UTC±0    | Euloge Placca Fessou 56′ | (0 – 1) Rapport | 21′ (sjm.) Alaixys Romao | Lomé Domare: Sekou Ahmed Touré (Guinea) | Lomé Domare: Sekou Ahmed Touré (Guinea) |
| 16:00 UTC±0 | 16:00 UTC±0    |                          |                 |                          | Lomé Domare: Sekou Ahmed Touré (Guinea) | Lomé Domare: Sekou Ahmed Touré (Guinea) |
| 16:00 UTC±0 | 16:00 UTC±0    |                          |                 |                          | Lomé Domare: Sekou Ahmed Touré (Guinea) | Lomé Domare: Sekou Ahmed Touré (Guinea) |

|             | 9 oktober 2021 | Senegal                                                                   | 4 – 1           | Namibia             | Stade Lat-Dior                                 |                                                |
| 19:00 UTC±0 | 19:00 UTC±0    | Idrissa Gueye 10′ Famara Diédhiou 38′ Sadio Mané 54′ Keita Baldé Diao 83′ | (2 – 0) Rapport | 75′ Joslin Kamatuka | Thiès Domare: Kalilou Traoré (Elfenbenskusten) | Thiès Domare: Kalilou Traoré (Elfenbenskusten) |
| 19:00 UTC±0 | 19:00 UTC±0    |                                                                           |                 |                     | Thiès Domare: Kalilou Traoré (Elfenbenskusten) | Thiès Domare: Kalilou Traoré (Elfenbenskusten) |
| 19:00 UTC±0 | 19:00 UTC±0    |                                                                           |                 |                     | Thiès Domare: Kalilou Traoré (Elfenbenskusten) | Thiès Domare: Kalilou Traoré (Elfenbenskusten) |

|             | 12 oktober 2021 | Namibia             | 1 – 3           | Senegal                       | Orlando Stadium                                                                   |                                                                                   |
| 15:00 UTC+2 | 15:00 UTC+2     | Peter Shalulile 27′ | (1 – 1) Rapport | 22′, 51′, 84′ Famara Diédhiou | Johannesburg (Sydafrika) Publik: 0 Domare: Mohamed Youssouf Athoumani (Komorerna) | Johannesburg (Sydafrika) Publik: 0 Domare: Mohamed Youssouf Athoumani (Komorerna) |
| 15:00 UTC+2 | 15:00 UTC+2     |                     |                 |                               | Johannesburg (Sydafrika) Publik: 0 Domare: Mohamed Youssouf Athoumani (Komorerna) | Johannesburg (Sydafrika) Publik: 0 Domare: Mohamed Youssouf Athoumani (Komorerna) |
| 15:00 UTC+2 | 15:00 UTC+2     |                     |                 |                               | Johannesburg (Sydafrika) Publik: 0 Domare: Mohamed Youssouf Athoumani (Komorerna) | Johannesburg (Sydafrika) Publik: 0 Domare: Mohamed Youssouf Athoumani (Komorerna) |

|             | 12 oktober 2021 | Kongo-Brazzaville | 1 – 2           | Togo                                      | Stade Alphonse Massemba-Débat                                    |                                                                  |
| 17:00 UTC+1 | 17:00 UTC+1     | Guy Mbenza 71′    | (0 – 1) Rapport | 43′ Euloge Placca Fessou 77′ Kévin Denkey | Brazzaville Publik: 0 Domare: Djindo Louis Houngnandande (Benin) | Brazzaville Publik: 0 Domare: Djindo Louis Houngnandande (Benin) |
| 17:00 UTC+1 | 17:00 UTC+1     |                   |                 |                                           | Brazzaville Publik: 0 Domare: Djindo Louis Houngnandande (Benin) | Brazzaville Publik: 0 Domare: Djindo Louis Houngnandande (Benin) |
| 17:00 UTC+1 | 17:00 UTC+1     |                   |                 |                                           | Brazzaville Publik: 0 Domare: Djindo Louis Houngnandande (Benin) | Brazzaville Publik: 0 Domare: Djindo Louis Houngnandande (Benin) |

|             | 11 november 2021 | Kongo-Brazzaville | 1 – 1           | Namibia             | Stade Alphonse Massemba-Débat                |                                              |
| 17:00 UTC+1 | 17:00 UTC+1      | Guy Mbenza 54′    | (0 – 1) Rapport | 42′ Peter Shalulile | Brazzaville Domare: Samuel Uwikunda (Rwanda) | Brazzaville Domare: Samuel Uwikunda (Rwanda) |
| 17:00 UTC+1 | 17:00 UTC+1      |                   |                 |                     | Brazzaville Domare: Samuel Uwikunda (Rwanda) | Brazzaville Domare: Samuel Uwikunda (Rwanda) |
| 17:00 UTC+1 | 17:00 UTC+1      |                   |                 |                     | Brazzaville Domare: Samuel Uwikunda (Rwanda) | Brazzaville Domare: Samuel Uwikunda (Rwanda) |

|             | 11 november 2021 | Togo                         | 1 – 1           | Senegal            | Stade de Kégué                     |                                    |
| 19:00 UTC±0 | 19:00 UTC±0      | Pape Abou Cissé 45+1′ (sjm.) | (1 – 0) Rapport | 90+3′ Habib Diallo | Lomé Domare: Jalal Jayed (Marocko) | Lomé Domare: Jalal Jayed (Marocko) |
| 19:00 UTC±0 | 19:00 UTC±0      |                              |                 |                    | Lomé Domare: Jalal Jayed (Marocko) | Lomé Domare: Jalal Jayed (Marocko) |
| 19:00 UTC±0 | 19:00 UTC±0      |                              |                 |                    | Lomé Domare: Jalal Jayed (Marocko) | Lomé Domare: Jalal Jayed (Marocko) |

|             | 14 november 2021 | Senegal               | 2 – 0           | Kongo-Brazzaville | Stade Lat-Dior                            |                                           |
| 21:00 UTC±0 | 21:00 UTC±0      | Ismaïla Sarr 14′, 24′ | (2 – 0) Rapport |                   | Thiès Domare: Fabricio Duarte (Kap Verde) | Thiès Domare: Fabricio Duarte (Kap Verde) |
| 21:00 UTC±0 | 21:00 UTC±0      |                       |                 |                   | Thiès Domare: Fabricio Duarte (Kap Verde) | Thiès Domare: Fabricio Duarte (Kap Verde) |
| 21:00 UTC±0 | 21:00 UTC±0      |                       |                 |                   | Thiès Domare: Fabricio Duarte (Kap Verde) | Thiès Domare: Fabricio Duarte (Kap Verde) |

|             | 15 november 2021 | Namibia | 0 – 1           | Togo                     | Orlando Stadium                                       |                                                       |
| 15:00 UTC+2 | 15:00 UTC+2      |         | (0 – 0) Rapport | 88′ Euloge Placca Fessou | Johannesburg (Sydafrika) Domare: Pierre Atcho (Gabon) | Johannesburg (Sydafrika) Domare: Pierre Atcho (Gabon) |
| 15:00 UTC+2 | 15:00 UTC+2      |         |                 |                          | Johannesburg (Sydafrika) Domare: Pierre Atcho (Gabon) | Johannesburg (Sydafrika) Domare: Pierre Atcho (Gabon) |
| 15:00 UTC+2 | 15:00 UTC+2      |         |                 |                          | Johannesburg (Sydafrika) Domare: Pierre Atcho (Gabon) | Johannesburg (Sydafrika) Domare: Pierre Atcho (Gabon) |

### Grupp I
| Nr | Lag           | S | V | O | F | GM | IM | MS  | P  |
| -- | ------------- | - | - | - | - | -- | -- | --- | -- |
| 1  | Marocko       | 6 | 6 | 0 | 0 | 20 | 1  | +19 | 18 |
| 2  | Guinea-Bissau | 6 | 1 | 3 | 2 | 5  | 11 | −6  | 6  |
| 3  | Guinea        | 6 | 0 | 4 | 2 | 5  | 11 | −6  | 4  |
| 4  | Sudan         | 6 | 0 | 3 | 3 | 5  | 12 | −7  | 3  |

|             | 1 september 2021 | Guinea-Bissau     | 1 – 1           | Guinea             | Stade Olympique                                         |                                                         |
| 16:00 UTC±0 | 16:00 UTC±0      | Joseph Mendes 51′ | (0 – 1) Rapport | 7′ François Kamano | Nouakchott (Mauretanien) Domare: Mutaz Ibrahim (Libyen) | Nouakchott (Mauretanien) Domare: Mutaz Ibrahim (Libyen) |
| 16:00 UTC±0 | 16:00 UTC±0      |                   |                 |                    | Nouakchott (Mauretanien) Domare: Mutaz Ibrahim (Libyen) | Nouakchott (Mauretanien) Domare: Mutaz Ibrahim (Libyen) |
| 16:00 UTC±0 | 16:00 UTC±0      |                   |                 |                    | Nouakchott (Mauretanien) Domare: Mutaz Ibrahim (Libyen) | Nouakchott (Mauretanien) Domare: Mutaz Ibrahim (Libyen) |

|             | 2 september 2021 | Marocko                                     | 2 – 0           | Sudan | Prince Moulay Abdellah Stadium           |                                          |
| 20:00 UTC+1 | 20:00 UTC+1      | Naif Aguerd 10′ Abuaagla Abdalla 53′ (sjm.) | (1 – 0) Rapport |       | Rabat Domare: Maguette N'Diaye (Senegal) | Rabat Domare: Maguette N'Diaye (Senegal) |
| 20:00 UTC+1 | 20:00 UTC+1      |                                             |                 |       | Rabat Domare: Maguette N'Diaye (Senegal) | Rabat Domare: Maguette N'Diaye (Senegal) |
| 20:00 UTC+1 | 20:00 UTC+1      |                                             |                 |       | Rabat Domare: Maguette N'Diaye (Senegal) | Rabat Domare: Maguette N'Diaye (Senegal) |

|             | 7 september 2021 | Sudan                           | 2 – 4           | Guinea-Bissau                                     | Al-Hilal Stadium                          |                                           |
| 21:00 UTC+2 | 21:00 UTC+2      | Mohamed Abdel Rahman 55′, 90+2′ | (0 – 3) Rapport | 8′, 39′ Piqueti 11′ Frédéric Mendy 82′ Mama Baldé | Omdurman Domare: Victor Gomes (Sydafrika) | Omdurman Domare: Victor Gomes (Sydafrika) |
| 21:00 UTC+2 | 21:00 UTC+2      |                                 |                 |                                                   | Omdurman Domare: Victor Gomes (Sydafrika) | Omdurman Domare: Victor Gomes (Sydafrika) |
| 21:00 UTC+2 | 21:00 UTC+2      |                                 |                 |                                                   | Omdurman Domare: Victor Gomes (Sydafrika) | Omdurman Domare: Victor Gomes (Sydafrika) |

|             | 6 oktober 2021 | Sudan          | 1 – 1           | Guinea           | Stade de Marrakech                                 |                                                    |
| 17:00 UTC+1 | 17:00 UTC+1    | Seif Teiri 72′ | (0 – 0) Rapport | 56′ Mohamed Bayo | Marrakech (Marocko) Domare: Janny Sikazwe (Zambia) | Marrakech (Marocko) Domare: Janny Sikazwe (Zambia) |
| 17:00 UTC+1 | 17:00 UTC+1    |                |                 |                  | Marrakech (Marocko) Domare: Janny Sikazwe (Zambia) | Marrakech (Marocko) Domare: Janny Sikazwe (Zambia) |
| 17:00 UTC+1 | 17:00 UTC+1    |                |                 |                  | Marrakech (Marocko) Domare: Janny Sikazwe (Zambia) | Marrakech (Marocko) Domare: Janny Sikazwe (Zambia) |

|             | 6 oktober 2021 | Marocko                                                                                            | 5 – 0           | Guinea-Bissau | Prince Moulay Abdellah Stadium     |                                    |
| 20:00 UTC+1 | 20:00 UTC+1    | Achraf Hakimi 31′ Imran Louza 45+1′ (str.) Ilias Chair 49′ Ayoub El Kaabi 62′ Munir El Haddadi 82′ | (2 – 0) Rapport |               | Rabat Domare: Boubou Traoré (Mali) | Rabat Domare: Boubou Traoré (Mali) |
| 20:00 UTC+1 | 20:00 UTC+1    | |                 |               | Rabat Domare: Boubou Traoré (Mali) | Rabat Domare: Boubou Traoré (Mali) |
| 20:00 UTC+1 | 20:00 UTC+1    | |                 |               | Rabat Domare: Boubou Traoré (Mali) | Rabat Domare: Boubou Traoré (Mali) |

|             | 9 oktober 2021 | Guinea                          | 2 – 2           | Sudan                            | Stade Adrar                                          |                                                      |
| 14:00 UTC+1 | 14:00 UTC+1    | José Kanté 48′ Mohamed Bayo 67′ | (0 – 0) Rapport | 64′ Ahmed Al-Tash 88′ Amir Kamal | Agadir (Marocko) Domare: Mustapha Ghorbal (Algeriet) | Agadir (Marocko) Domare: Mustapha Ghorbal (Algeriet) |
| 14:00 UTC+1 | 14:00 UTC+1    |                                 |                 |                                  | Agadir (Marocko) Domare: Mustapha Ghorbal (Algeriet) | Agadir (Marocko) Domare: Mustapha Ghorbal (Algeriet) |
| 14:00 UTC+1 | 14:00 UTC+1    |                                 |                 |                                  | Agadir (Marocko) Domare: Mustapha Ghorbal (Algeriet) | Agadir (Marocko) Domare: Mustapha Ghorbal (Algeriet) |

|             | 9 oktober 2021 | Guinea-Bissau | 0 – 3           | Marocko                                  | Stade Mohamed V                                                         |                                                                         |
| 20:00 UTC+1 | 20:00 UTC+1    |               | (0 – 2) Rapport | 10′, 70′ Ayoub El Kaabi 20′ Aymen Barkok | Casablanca (Marocko) Domare: Jean Jacques Ndala Ngambo (Kongo-Kinshasa) | Casablanca (Marocko) Domare: Jean Jacques Ndala Ngambo (Kongo-Kinshasa) |
| 20:00 UTC+1 | 20:00 UTC+1    |               |                 |                                          | Casablanca (Marocko) Domare: Jean Jacques Ndala Ngambo (Kongo-Kinshasa) | Casablanca (Marocko) Domare: Jean Jacques Ndala Ngambo (Kongo-Kinshasa) |
| 20:00 UTC+1 | 20:00 UTC+1    |               |                 |                                          | Casablanca (Marocko) Domare: Jean Jacques Ndala Ngambo (Kongo-Kinshasa) | Casablanca (Marocko) Domare: Jean Jacques Ndala Ngambo (Kongo-Kinshasa) |

|             | 12 oktober 2021 | Guinea           | 1 – 4           | Marocko                                                      | Prince Moulay Abdellah Stadium                |                                               |
| 20:00 UTC+1 | 20:00 UTC+1     | Mamadou Kané 31′ | (1 – 2) Rapport | 21′ Ayoub El Kaabi 43′, 65′ Selim Amallah 89′ Sofiane Boufal | Rabat (Marocko) Domare: Sidi Alioum (Kamerun) | Rabat (Marocko) Domare: Sidi Alioum (Kamerun) |
| 20:00 UTC+1 | 20:00 UTC+1     |                  |                 |                                                              | Rabat (Marocko) Domare: Sidi Alioum (Kamerun) | Rabat (Marocko) Domare: Sidi Alioum (Kamerun) |
| 20:00 UTC+1 | 20:00 UTC+1     |                  |                 |                                                              | Rabat (Marocko) Domare: Sidi Alioum (Kamerun) | Rabat (Marocko) Domare: Sidi Alioum (Kamerun) |

|             | 12 november 2021 | Guinea | 0 – 0   | Guinea-Bissau | General Lansana Conté Stadium            |                                          |
| 16:00 UTC±0 | 16:00 UTC±0      |        | Rapport |               | Conakry Domare: Mohamed Marouf (Egypten) | Conakry Domare: Mohamed Marouf (Egypten) |
| 16:00 UTC±0 | 16:00 UTC±0      |        |         |               | Conakry Domare: Mohamed Marouf (Egypten) | Conakry Domare: Mohamed Marouf (Egypten) |
| 16:00 UTC±0 | 16:00 UTC±0      |        |         |               | Conakry Domare: Mohamed Marouf (Egypten) | Conakry Domare: Mohamed Marouf (Egypten) |

|             | 12 november 2021 | Sudan | 0 – 3           | Marocko                              | Prince Moulay Abdellah Stadium               |                                              |
| 20:00 UTC+1 | 20:00 UTC+1      |       | (0 – 1) Rapport | 3′, 61′ Ryan Mmaee 90+3′ Imran Louza | Rabat (Marocko) Domare: Peter Waweru (Kenya) | Rabat (Marocko) Domare: Peter Waweru (Kenya) |
| 20:00 UTC+1 | 20:00 UTC+1      |       |                 |                                      | Rabat (Marocko) Domare: Peter Waweru (Kenya) | Rabat (Marocko) Domare: Peter Waweru (Kenya) |
| 20:00 UTC+1 | 20:00 UTC+1      |       |                 |                                      | Rabat (Marocko) Domare: Peter Waweru (Kenya) | Rabat (Marocko) Domare: Peter Waweru (Kenya) |

|             | 15 november 2021 | Guinea-Bissau | 0 – 0   | Sudan | Stade de Marrakech                                       |                                                          |
| 17:00 UTC+1 | 17:00 UTC+1      |               | Rapport |       | Marrakech (Marocko) Domare: Jean Ouattara (Burkina Faso) | Marrakech (Marocko) Domare: Jean Ouattara (Burkina Faso) |
| 17:00 UTC+1 | 17:00 UTC+1      |               |         |       | Marrakech (Marocko) Domare: Jean Ouattara (Burkina Faso) | Marrakech (Marocko) Domare: Jean Ouattara (Burkina Faso) |
| 17:00 UTC+1 | 17:00 UTC+1      |               |         |       | Marrakech (Marocko) Domare: Jean Ouattara (Burkina Faso) | Marrakech (Marocko) Domare: Jean Ouattara (Burkina Faso) |

|             | 16 november 2021 | Marocko                                       | 3 – 0           | Guinea | Stade Mohamed V                            |                                            |
| 20:00 UTC+1 | 20:00 UTC+1      | Ryan Mmaee 21′ (str.), 29′ Ayoub El Kaabi 60′ | (2 – 0) Rapport |        | Casablanca Domare: Joshua Bondo (Botswana) | Casablanca Domare: Joshua Bondo (Botswana) |
| 20:00 UTC+1 | 20:00 UTC+1      |                                               |                 |        | Casablanca Domare: Joshua Bondo (Botswana) | Casablanca Domare: Joshua Bondo (Botswana) |
| 20:00 UTC+1 | 20:00 UTC+1      |                                               |                 |        | Casablanca Domare: Joshua Bondo (Botswana) | Casablanca Domare: Joshua Bondo (Botswana) |

### Grupp J
| Nr | Lag            | S | V | O | F | GM | IM | MS | P  |
| -- | -------------- | - | - | - | - | -- | -- | -- | -- |
| 1  | Kongo-Kinshasa | 6 | 3 | 2 | 1 | 9  | 3  | +6 | 11 |
| 2  | Benin          | 6 | 3 | 1 | 2 | 5  | 4  | +1 | 10 |
| 3  | Tanzania       | 6 | 2 | 2 | 2 | 6  | 8  | −2 | 8  |
| 4  | Madagaskar     | 6 | 1 | 1 | 4 | 4  | 9  | −5 | 4  |

|             | 2 september 2021 | Kongo-Kinshasa        | 1 – 1           | Tanzania        | Stade TP Mazembe                                            |                                                             |
| 15:00 UTC+2 | 15:00 UTC+2      | Dieumerci Mbokani 23′ | (1 – 1) Rapport | 36′ Simon Msuva | Lubumbashi Domare: Kalilou Ibrahim Traore (Elfenbenskusten) | Lubumbashi Domare: Kalilou Ibrahim Traore (Elfenbenskusten) |
| 15:00 UTC+2 | 15:00 UTC+2      |                       |                 |                 | Lubumbashi Domare: Kalilou Ibrahim Traore (Elfenbenskusten) | Lubumbashi Domare: Kalilou Ibrahim Traore (Elfenbenskusten) |
| 15:00 UTC+2 | 15:00 UTC+2      |                       |                 |                 | Lubumbashi Domare: Kalilou Ibrahim Traore (Elfenbenskusten) | Lubumbashi Domare: Kalilou Ibrahim Traore (Elfenbenskusten) |

|             | 2 september 2021 | Madagaskar | 0 – 1           | Benin            | Mahamasina Municipal Stadium                     |                                                  |
| 19:00 UTC+3 | 19:00 UTC+3      |            | (0 – 1) Rapport | 22′ Steve Mounié | Antananarivo Domare: Brighton Chimene (Zimbabwe) | Antananarivo Domare: Brighton Chimene (Zimbabwe) |
| 19:00 UTC+3 | 19:00 UTC+3      |            |                 |                  | Antananarivo Domare: Brighton Chimene (Zimbabwe) | Antananarivo Domare: Brighton Chimene (Zimbabwe) |
| 19:00 UTC+3 | 19:00 UTC+3      |            |                 |                  | Antananarivo Domare: Brighton Chimene (Zimbabwe) | Antananarivo Domare: Brighton Chimene (Zimbabwe) |

|             | 6 september 2021 | Benin             | 1 – 1           | Kongo-Kinshasa        | Stade de l'Amitié                            |                                              |
| 14:00 UTC+1 | 14:00 UTC+1      | Jordan Adéoti 33′ | (1 – 1) Rapport | 11′ Dieumerci Mbokani | Cotonou Domare: Jean Ouattara (Burkina Faso) | Cotonou Domare: Jean Ouattara (Burkina Faso) |
| 14:00 UTC+1 | 14:00 UTC+1      |                   |                 |                       | Cotonou Domare: Jean Ouattara (Burkina Faso) | Cotonou Domare: Jean Ouattara (Burkina Faso) |
| 14:00 UTC+1 | 14:00 UTC+1      |                   |                 |                       | Cotonou Domare: Jean Ouattara (Burkina Faso) | Cotonou Domare: Jean Ouattara (Burkina Faso) |

|             | 7 september 2021 | Tanzania                                                   | 3 – 2           | Madagaskar                                       | Nationalstadion                              |                                              |
| 21:00 UTC+3 | 21:00 UTC+3      | Erasto Nyoni 2′ (str.) Novatus Dismas 26′ Feisal Salum 53′ | (2 – 2) Rapport | 36′ Njiva Rakotoharimalala 45+2′ Thomas Fontaine | Dar es-Salaam Domare: Mashood Ssali (Uganda) | Dar es-Salaam Domare: Mashood Ssali (Uganda) |
| 21:00 UTC+3 | 21:00 UTC+3      |                                                            |                 |                                                  | Dar es-Salaam Domare: Mashood Ssali (Uganda) | Dar es-Salaam Domare: Mashood Ssali (Uganda) |
| 21:00 UTC+3 | 21:00 UTC+3      |                                                            |                 |                                                  | Dar es-Salaam Domare: Mashood Ssali (Uganda) | Dar es-Salaam Domare: Mashood Ssali (Uganda) |

|             | 7 oktober 2021 | Kongo-Kinshasa                                 | 2 – 0           | Madagaskar | Stade des Martyrs                                            |                                                              |
| 14:00 UTC+1 | 14:00 UTC+1    | Chadrac Akolo 35′ Dieumerci Mbokani 78′ (str.) | (1 – 0) Rapport |            | Kinshasa Publik: 0 Domare: Antonio Caluassi Dungula (Angola) | Kinshasa Publik: 0 Domare: Antonio Caluassi Dungula (Angola) |
| 14:00 UTC+1 | 14:00 UTC+1    |                                                |                 |            | Kinshasa Publik: 0 Domare: Antonio Caluassi Dungula (Angola) | Kinshasa Publik: 0 Domare: Antonio Caluassi Dungula (Angola) |
| 14:00 UTC+1 | 14:00 UTC+1    |                                                |                 |            | Kinshasa Publik: 0 Domare: Antonio Caluassi Dungula (Angola) | Kinshasa Publik: 0 Domare: Antonio Caluassi Dungula (Angola) |

|             | 7 oktober 2021 | Tanzania | 0 – 1           | Benin            | National Stadium                                             |                                                              |
| 16:00 UTC+3 | 16:00 UTC+3    |          | (0 – 0) Rapport | 72′ Steve Mounié | Dar es-Salaam Publik: 500 Domare: Celso Alvação (Moçambique) | Dar es-Salaam Publik: 500 Domare: Celso Alvação (Moçambique) |
| 16:00 UTC+3 | 16:00 UTC+3    |          |                 |                  | Dar es-Salaam Publik: 500 Domare: Celso Alvação (Moçambique) | Dar es-Salaam Publik: 500 Domare: Celso Alvação (Moçambique) |
| 16:00 UTC+3 | 16:00 UTC+3    |          |                 |                  | Dar es-Salaam Publik: 500 Domare: Celso Alvação (Moçambique) | Dar es-Salaam Publik: 500 Domare: Celso Alvação (Moçambique) |

|             | 10 oktober 2021 | Benin | 0 – 1           | Tanzania       | Stade de l'Amitié                                              |                                                                |
| 14:00 UTC+1 | 14:00 UTC+1     |       | (0 – 1) Rapport | 6′ Simon Msuva | Cotonou Publik: 15 000 Domare: Omar Abdulkadir Artan (Somalia) | Cotonou Publik: 15 000 Domare: Omar Abdulkadir Artan (Somalia) |
| 14:00 UTC+1 | 14:00 UTC+1     |       |                 |                | Cotonou Publik: 15 000 Domare: Omar Abdulkadir Artan (Somalia) | Cotonou Publik: 15 000 Domare: Omar Abdulkadir Artan (Somalia) |
| 14:00 UTC+1 | 14:00 UTC+1     |       |                 |                | Cotonou Publik: 15 000 Domare: Omar Abdulkadir Artan (Somalia) | Cotonou Publik: 15 000 Domare: Omar Abdulkadir Artan (Somalia) |

|             | 10 oktober 2021 | Madagaskar                | 1 – 0           | Kongo-Kinshasa | Mahamasina Municipal Stadium                                    |                                                                 |
| 19:00 UTC+3 | 19:00 UTC+3     | Njiva Rakotoharimalala 1′ | (1 – 0) Rapport |                | Antananarivo Publik: 1 500 Domare: Patrice Milazare (Mauritius) | Antananarivo Publik: 1 500 Domare: Patrice Milazare (Mauritius) |
| 19:00 UTC+3 | 19:00 UTC+3     |                           |                 |                | Antananarivo Publik: 1 500 Domare: Patrice Milazare (Mauritius) | Antananarivo Publik: 1 500 Domare: Patrice Milazare (Mauritius) |
| 19:00 UTC+3 | 19:00 UTC+3     |                           |                 |                | Antananarivo Publik: 1 500 Domare: Patrice Milazare (Mauritius) | Antananarivo Publik: 1 500 Domare: Patrice Milazare (Mauritius) |

|             | 11 november 2021 | Tanzania | 0 – 3           | Kongo-Kinshasa                                   | National Stadium                                     |                                                      |
| 16:00 UTC+3 | 16:00 UTC+3      |          | (0 – 1) Rapport | 6′ Gaël Kakuta 66′ Nathan Fasika 85′ Ben Malango | Dar es-Salaam Domare: Bernard Camille (Seychellerna) | Dar es-Salaam Domare: Bernard Camille (Seychellerna) |
| 16:00 UTC+3 | 16:00 UTC+3      |          |                 |                                                  | Dar es-Salaam Domare: Bernard Camille (Seychellerna) | Dar es-Salaam Domare: Bernard Camille (Seychellerna) |
| 16:00 UTC+3 | 16:00 UTC+3      |          |                 |                                                  | Dar es-Salaam Domare: Bernard Camille (Seychellerna) | Dar es-Salaam Domare: Bernard Camille (Seychellerna) |

|             | 11 november 2021 | Benin                             | 2 – 0           | Madagaskar | Stade de l'Amitié                       |                                         |
| 17:00 UTC+1 | 17:00 UTC+1      | Jodel Dossou 43′ Steve Mounié 79′ | (1 – 0) Rapport |            | Cotonou Domare: Bakary Gassama (Gambia) | Cotonou Domare: Bakary Gassama (Gambia) |
| 17:00 UTC+1 | 17:00 UTC+1      |                                   |                 |            | Cotonou Domare: Bakary Gassama (Gambia) | Cotonou Domare: Bakary Gassama (Gambia) |
| 17:00 UTC+1 | 17:00 UTC+1      |                                   |                 |            | Cotonou Domare: Bakary Gassama (Gambia) | Cotonou Domare: Bakary Gassama (Gambia) |

|             | 14 november 2021 | Kongo-Kinshasa                               | 2 – 0           | Benin | Stade des Martyrs                           |                                             |
| 14:00 UTC+1 | 14:00 UTC+1      | Dieumerci Mbokani 10′ (str.) Ben Malango 74′ | (1 – 0) Rapport |       | Kinshasa Domare: Eric Otogo-Castane (Gabon) | Kinshasa Domare: Eric Otogo-Castane (Gabon) |
| 14:00 UTC+1 | 14:00 UTC+1      |                                              |                 |       | Kinshasa Domare: Eric Otogo-Castane (Gabon) | Kinshasa Domare: Eric Otogo-Castane (Gabon) |
| 14:00 UTC+1 | 14:00 UTC+1      |                                              |                 |       | Kinshasa Domare: Eric Otogo-Castane (Gabon) | Kinshasa Domare: Eric Otogo-Castane (Gabon) |

|             | 14 november 2021 | Madagaskar         | 1 – 1           | Tanzania         | Mahamasina Municipal Stadium                             |                                                          |
| 16:00 UTC+3 | 16:00 UTC+3      | Hakim Abdallah 74′ | (0 – 1) Rapport | 25′ Saimon Msuva | Antananarivo Domare: Messie Nkounkou (Kongo-Brazzaville) | Antananarivo Domare: Messie Nkounkou (Kongo-Brazzaville) |
| 16:00 UTC+3 | 16:00 UTC+3      |                    |                 |                  | Antananarivo Domare: Messie Nkounkou (Kongo-Brazzaville) | Antananarivo Domare: Messie Nkounkou (Kongo-Brazzaville) |
| 16:00 UTC+3 | 16:00 UTC+3      |                    |                 |                  | Antananarivo Domare: Messie Nkounkou (Kongo-Brazzaville) | Antananarivo Domare: Messie Nkounkou (Kongo-Brazzaville) |

## Anmärkningslista
1. ↑  Matchdag 1 var från början schemalagd att spelas 23–31 mars 2020, sedan 5–13 oktober 2020, sedan 5–8 juni 2021.
2. ↑  Matchdag 2 var från början schemalagd att spelas 1–9 juni 2020, sedan 9–17 november 2020, sedan 11–14 juni 2021.
3. ↑  Matchdag 3 var från början schemalagd att spelas 22–26 mars 2021, sedan 1–4 juni 2021, sedan 1–4 september 2021.
4. ↑  Matchdag 4 var från början schemalagd att spelas 27–30 mars 2021, sedan 5–8 juni 2021, sedan 5–8 september 2021.
5. ↑  Matchdag 5 var från början schemalagd att spelas 30 augusti–7 september 2021, sedan 6–9 oktober 2021.
6. ↑  Matchdag 6 var från början schemalagd att spelas 4–12 oktober 2021, sedan 10–12 oktober 2021.
7. ↑  Matchen mellan Angola och Gabon var ursprungligen planerad att spelas 17:00 UTC+1 men sköts upp 90 minuter då Gabonspelarna inte covidtestat sig när de anlände till Luanda.[7]
8. ↑  Matchen var ursprungligen planerad att spelas den 6 september 2021 på General Lansana Conté Stadium i Conakry men sköts upp på grund av Statskuppen i Guinea.